# Danh sách nhân vật trong Thư kiếm ân cừu lục
Thư kiếm ân cừu lục (書劍恩仇錄) là một tiểu thuyết võ hiệp của nhà văn Kim Dung, được đăng trên Tân vãn báo của Hồng Kông từ ngày 8 tháng 2 năm 1955 đến ngày 5 tháng 9 năm 1956

## Nhân vật chính

### Trần Gia Lạc
Trần Gia Lạc (陳家洛) là con trai thứ ba của Trần Thế Quan, em ruột Hoàng đế Càn Long, có nghĩa phụ là Vu Vạn Đình và là đồ đệ của Thiên Trì Quái Hiệp Viên Sĩ Tiêu. Được truyền dạy một trăm trường phái võ thuật, đặc biệt là môn quyền pháp độc nhất vô nhị Bách Hoa Thố Quyền, sử dụng châu sách và thuẫn bài làm binh khí. Trần Gia Lạc tuy trẻ tuổi nhưng được tín nhiệm trở thành Tổng đà chủ của Hồng Hoa hội (tức Thiên Địa hội) do thân thế đặc biệt của mình. Tôn chỉ của tổ chức này là phản Thanh phục Minh (lật đổ người Mãn phục hồi giang sơn của người Hán) nên thân thế đặc biệt quan trọng trong việc hoàn thành nghiệp lớn của hội. Gần cuối tiểu thuyết, trong trận đấu với Trương Triệu Trọng, ngoài việc sử dụng Bách Hoa Thố Quyền, anh còn sử dụng những môn quyền pháp lợi hại do mình ngộ ra dựa trên tư thế những bộ hài cốt trong ngọc thạch động mà ngay cả sư phụ của mình cũng chưa từng thấy.

### Hoắc Thanh Đồng
Hoắc Thanh Đồng (霍青桐) ngoại hiệu là Thúy Vũ Hoàng Sam (翠羽黃衫), là con gái lớn của tộc trưởng người Hồi - Mộc Trác Luân, có anh trai Hoắc A Y và cô em gái Kha Tư Lệ, là đồ đệ của Thiên Sơn Song Ưng Trần Chính Đức và Quan Minh Mai. Cô mang vẻ đẹp của riêng mình, rực rỡ và sáng chói như viên kim cương, thường mặc bộ y phục màu vàng. Cô cũng là một người dũng cảm và thông minh phi thường. Cô phải lòng Trần Gia Lạc vì chàng đã giúp bộ tộc đoạt lại bộ kinh Koran bị đánh cắp, tặng chàng bảo kiếm của Hồi tộc. Cô vừa là cao thủ võ lâm vừa là một người có tài chỉ huy quân đội. Công phu nổi tiếng nhất của cô là Tam Phân Kiếm Thuật do Song Ưng đích thân truyền dạy (Tam Phân ý là sư phụ cô chia tình cảm thành ba phần, một phần dành cho chồng là Trần Chính Đức, một phần dành cho người tình cũ là Viên Sĩ Tiêu và phần cuối cùng dành cho bản thân mình).

### Kha Tư Lệ
Kha Tư Lệ (喀絲麗) tên thật là Hoắc Kha Tư Lệ (霍喀絲麗), là em gái của Hoắc Thanh Đồng. Cô không biêt võ công cũng không có tài mưu lược nhưng có vẻ đẹp "trăng in đáy nước, hoa nở trong gương". Cô thích ca hát, nhảy múa, bận bộ đồ màu trắng như tuyết, thích ăn hoa và tắm nước có hoa nên toàn thân của Kha Tư Lệ còn toát ra một mùi hương đặc biệt khiến ai ngửi thấy cũng làm cho thoải mái, quên hết mọi sự đời, do đó thường được gọi là Hương Hương công chúa (香香公主). Cuộc sống bình yên của cô đã thay đổi kể từ khi gặp và yêu Trần Gia Lạc, luôn tin tưởng chàng, luôn xem chàng là người giỏi nhất. Cô bị Càn Long ép phải trở thành phi. Nhờ Trần Gia Lạc thuyết phục, cô đồng ý trong nước mắt để bảo vệ người mình yêu nhưng khi phát hiện Càn Long phản bội lời thề, cô đã tự tử để cảnh báo Trần Gia Lạc và Hồng Hoa hội. Nhân vật này có thể được xây dựng dựa trên nhân vật có thật Hương phi.

### Càn Long
Càn Long (乾隆) bí danh là Đông Phương Nhĩ (東方耳) là hoàng đế thứ 6 nhà Thanh. Trong tiểu thuyết Càn Long thật ra là anh trai ruột của Trần Gia Lạc. Ngay sau khi sinh đã bị đánh tráo với cô con gái sinh cùng ngày, cùng giờ của Ung Chính đem vào cung để tranh giành sự sủng ái của Khang Hy và được nuôi dưỡng như một hoàng tử trước khi thừa kế ngai vàng. Y ham mê quyền lực, phản bội cả em ruột và yêu Kha Tư Lệ thật lòng. Cũng như Trần Gia Lạc, hắn nhung nhớ cô gái kiều diễm, đáng yêu ấy suốt một thời gian dài ngay cả khi nàng đã chết. Lần đầu gặp Trần Gia Lạc ở Hàng Châu, Càn Long đã bị tiếng đàn lời ca của danh kỹ Ngọc Như Ý mê hoặc, nghe chuyện phu quân Ngọc Như Ý bị bắt xung quân đi đánh xứ Hồi nên muốn bí mật đưa nàng về cung. Về sau cũng vì Ngọc Như Ý mà y bị Hồng Hoa hội bắt đến Lục Hoà tháp còn suýt bị Thiên Sơn Song Ưng hành thích.

## Hồng Hoa Hội

### Vu Vạn Đình
Vu Vạn Đình (于萬亭) là nghĩa phụ của Trần Gia Lạc và là Tổng đà chủ tiền nhiệm của Hồng Hoa Hội. Ông vốn là đệ tử tục gia của Thiếu Lâm tự, võ công thuộc hàng cao thủ đệ nhất trong giang hồ và là bạn của Thiên Trì Quái Hiệp Viên Sĩ Tiêu - sư phụ của Trần Gia Lạc. Ông chỉ được nhắc đến tên trong cuốn tiểu thuyết vì đã chết trước khi các sự kiện trong cuốn tiểu thuyết diễn ra. Ông vi phạm môn quy của phái Thiếu Lâm mà bị trục xuất ra khỏi sư môn. Viên Sĩ Tiêu đoán chắc là ông bị oan ức gì không rõ nên triệu tập võ lâm đồng đạo, kéo lên chùa Thiếu Lâm tìm phương trượng chưởng môn mà cãi lý nhưng ông lại đứng ra nhận lỗi. Hồi niên thiếu ông có tình ý với mẫu thân của Trần Gia Lạc. Sau này hoàng thiên chẳng biết chiều lòng người, tách đôi uyên ương này mỗi người một ngả. Vì thế mà suốt đời ông không thành gia lập thất. Sau khi bị trục xuất khỏi sư môn, ông ấy ẩn cư vài năm rồi sáng lập Hồng Hoa Hội, cuối cùng cũng dựng nên đại nghiệp oanh liệt. Khi đến Hải Ninh gặp Trần Các Lão, ông nghe tin người mình yêu nhất trong đời đã tạ thế. Từ lúc đi Hải Ninh về, thần sắc ông thay đổi hẳn, giống như đột ngột già thêm mười mấy tuổi, suốt ngày không thấy nụ cười, rồi vài ngày sau thì khởi bệnh.

### Vô Trần Đạo Nhân
Vô Trần Đạo Nhân (无尘道人) ngoại hiệu là Truy Hồn Đoạt Mệnh Kiếm (追魂奪命劍), là nhị đương gia của Hồng Hoa Hội, kiếm pháp cao cường, thiện dùng khoái kiếm, nổi tiếng với tuyệt học Thất Thập Nhị Lộ Truy Hồn Đoạt Mệnh Kiếm cùng Liên Hoàn Mê Tung Thối. Vô Trần có tính cách táo bạo, khi xưa yêu một người con gái nhưng người ấy không biết, cùng quan quân lập kế bắt giữ, vì thể hiện tình yêu của mình, Vô Trần đã tự chặt cánh tay trái và xuất gia lấy hiệu là Vô Trần. Võ công của ông thuộc hàng mạnh nhất trong Hồng Hoa hội.

### Triệu Bán Sơn
Triệu Bán Sơn (趙半山) ngoại hiệu là Thiên Tý Như Lai (千臂如來), là tam đương gia của Hồng Hoa Hội, một cao thủ của Ôn châu Nam tông Thái Cực Môn, giỏi Thái Cực Quyền và Thái Cực Kiếm, là cao thủ khí công số một trong môn phái, tự chế ra độc môn ám khí Hồi Long Bích và Phi Yến Ngân Toa tung hoành giang hồ. Triệu Bán Sơn tuy dùng ám khí nhưng tính cách ôn hòa, thích giúp người nên được đặt hiệu là Như Lai. Thời niên thiếu ông cũng từng tham gia Đồ Long Bang rồi kết giao bằng hữu với cao thủ phái Võ Đang - Lục Phỉ Thanh và sau đó là Tuyết Sơn Phi Hồ Hồ Phỉ.

### Văn Thái Lai
Văn Thái Lai (文泰來) ngoại hiệu là Bôn Lôi Thủ (奔雷手), là tứ đương gia của Hồng Hoa Hội, chồng của thập nhất đương gia Lạc Băng. Võ công siêu phàm, là cao thủ số một của Hồng Hoa hội và là một trong số ít người có thể sánh ngang với Vu Vạn Đình. Công phu nổi tiếng nhất là Phích Lịch Chưởng và Bôn Lôi Đao Pháp, sử dụng vũ khí là đao và đặc biệt là tiếng hét như tiếng sấm nhằm gây cho đối thủ hoang mang, sợ hãi. Giành được sự tin tưởng rất lớn từ Vu Vạn Đình, cả hai đã cùng nhau tới Tử Cấm Thành và họ là những người duy nhất biết được bí mật về thân phận thật sự của hoàng đế Càn Long. Khi bắt đầu cuốn tiểu thuyết, Hoàng đế Càn Long đã phái người của mình đến phục kích và bắt giữ Văn Thái Lai để ngăn không cho tiết lộ bí mật. Các anh hùng trong Hồng Hoa hội đã thực hiện nhiều nỗ lực để giải cứu anh trước khi thành công.

### Thường Hách Chí
Thường Hách Chí (常赫志) ngoại hiệu là Hắc Vô Thường (黑無常), là ngũ đương gia của Hồng Hoa Hội, cùng với người em song sinh Thường Bá Chí hợp lại thành nhóm Tây Xuyên song hiệp (西川雙俠) hay Hắc Bạch Vô Thường (黑白無常). Hai huynh đệ vốn đều là đệ tử của Huệ Lữ đạo nhân phái Thanh Thành, sử dụng phi trảo, công phu Hắc Sa Chưởng, võ công trác tuyệt. Hai anh em có ngoại hình giống hệt nhau chỉ khác là Thường Hách Chí có một nốt ruồi ở mí mắt còn Thường Bá Chí thì không có.

### Thường Bá Chí
Thường Bá Chí (常伯志) ngoại hiệu Bạch Vô Thường (白無常), là lục đương gia của Hồng Hoa Hội, cùng với người anh song sinh Thường Hách Chí hợp lại thành nhóm Tây Xuyên song hiệp (西川雙俠) hay Hắc Bạch Vô Thường (黑白無常). Hai huynh đệ vốn đều là đệ tử của Huệ Lữ đạo nhân phái Thanh Thành, sử dụng phi trảo, công phu Hắc Sa Chưởng, võ công trác tuyệt. Hai anh em có ngoại hình giống hệt nhau chỉ khác là Thường Hách Chí có một nốt ruồi ở mí mắt còn Thường Bá Chí thì không có.

### Từ Thiên Hoằng
Từ Thiên Hoằng (徐天宏) ngoại hiệu là Võ Gia Cát (武諸葛), là thất đương gia của Hồng Hoa Hội, chồng của Chu Ỷ, là quân sư mưu trí văn võ song toàn được ví như Gia Cát Lượng của Hồng Hoa Hội, lên kế hoạch cho tất cả các nhiệm vụ và hoạt động của hội. Sử dụng vũ khí là một cây đơn đao, một cây thiết quải (gậy sắt) và thiết đảm. Ban đầu anh có mâu thuẫn với Chu Ỷ và thường tranh cãi với cô, nhưng sau đó yêu cô và hai người kết hôn sau khi cùng nhau thoát khỏi nguy hiểm. Qua đó trở thành con rể của Chu Trọng Anh, hoá giải hiềm khích giữa Hồng Hoa hội và Thiết Đảm trang cũng như duy trì huyết mạch của nhà họ Chu. Sau khi kết hôn, anh có một người con trai với Chu Ỷ. Cả nhà anh bị Phương Hữu Đức hại chết nên tìm mọi cách trả thù nhưng không biết tung tích hắn ở đâu. Cuối truyện con trai anh còn bị hắn bắt cóc để uy hiếp Hồng Hoa hội phải đảm bảo an toàn cho Càn Long.

### Dương Thành Hiệp
Dương Thành Hiệp (楊成協) ngoại hiệu là Thiết Tháp (鐵塔), là bát đương gia của Hồng Hoa Hội, nguyên là Bang chủ của Thanh Kỳ Bang. Trước đây Thanh Kỳ Bang và Hồng Hoa hội có xích mích, có người chê cười Vô Trần chỉ có một cánh tay, ông trói tay phải ra sau rồi dùng Liên Hoàn Mê Tung Thối đá té nhào mấy đương gia của Thanh Kỳ Bang. Mọi người trong Thanh Kỳ Bang đều tâm phục khẩu phục, tham gia vào Hồng Hoa Hội. Là một người cao và béo, có nước da ngăm đen và phong thái dũng mãnh, vũ khí sử dụng là một cây cương tiên (roi sắt) cùng với công phu Thiết Bố Sam.

### Vệ Xuân Hoa
Vệ Xuân Hoa (衛春華) ngoại hiệu là Cửu Mệnh Cẩm Báo Tử (九命錦豹子), là cửu đương gia của Hồng Hoa Hội. Mỗi khi đối đầu với tướng sĩ, binh lính nhà Thanh trong những trận chiến ác liệt ngay cả trên sông hồ, anh cũng luôn đi tiên phong tiến về phía trước mà không bao giờ màng đến tính mạng giống như Cẩm Báo Tử Dương Lâm, gặp vô số hiểm nguy trong cuộc sống nhưng anh chưa từng bị thương nặng nên người ta nói anh có chín mạng (Cửu Mệnh). Vũ khí anh thường sử dụng là một cặp song câu.

### Chương Tấn
Chương Tấn (章進) ngoại hiệu là Thạch Cảm Đương (石敢當), là thập đương gia của Hồng Hoa Hội. Anh tự gọi mình là Chương Trì Tử (章駝子) và có một tính cách kỳ lạ. Anh ấy nói rằng Lạc Băng đối xử với anh ấy là tốt nhất vì vậy anh ấy nghe lời của Lạc Băng nhất và không thích người khác gọi anh ấy là Trì Tử. Cuối cùng bị giết bởi quân đội Ngự Lâm Quân bảo vệ hoàng cung trong bữa tiệc giữa Càn Long và Hồng Hoa hội. Sử dụng vũ khí là một cây gậy răng sói được gọi là "Đoản Bính Lang Nha Bổng".

### Lạc Băng
Lạc Băng (駱冰) ngoại hiệu là Uyên Ương Đao (鴛鴦刀), là thập nhất đương gia của Hồng Hoa Hội, là con gái của Lạc Nguyên Thông và vợ của Văn Thái Lai. Cô cùng với Lý Nguyên Chỉ và Chu Ỷ trở thành 3 nhân vật nữ thứ chính của bộ truyện. Cốt truyện của cô trong tiểu thuyết khá là thú vị, cô có một tính cách vui vẻ, một nụ cười năng động, hận thù phân minh. Ngoài việc chế tạo ra một cặp đao với một dài và một ngắn gọi là "Uyên Ương Đao", cô còn rất giỏi trong việc phi đao. Kim Dung nói rằng "cô ấy cầm một lưỡi kiếm bằng tay một cách nhanh chóng giống như cầm một cành hoa". Cô là một "cô gái kiêu hãnh của sông hồ" không chỉ được người khác kính nể mà còn có tiền tài vô độ. Cô ấy đã bị cha mình cưng chiều từ khi còn là một đứa trẻ nên rất kiêu ngạo. Cả cha và chồng đều yêu thương cô, các huynh đệ trong Hồng Hoa hội thường sẽ nhường nhịn và làm hoà với cô trước. Cô ấy thực sự là một người phụ nữ hạnh phúc. Vì là vợ Văn Thái Lai nên cô thường được gọi là "tứ tẩu" chứ không gọi là thập nhất tỷ hay thập nhất muội.

### Thạch Song Anh
Thạch Song Anh (石雙英) ngoại hiệu là Quỷ Kiến Sầu (鬼見愁), là thập nhị đương gia của Hồng Hoa Hội, chưởng quản Hình Đường - nơi thưởng phạt những người có công có tội. Anh là người thiết diện vô tư, dù có bỏ trốn đến tận cùng thế giới, chân trời góc bể sau khi vi phạm giới luật của hội, anh cũng sẽ sai người đến bắt và xử tử. Vì vậy, mọi người trong hội khi nghe đến tên thì đều kính sợ vô cùng; giỏi về nội gia quyền pháp vì anh vốn là đệ tử của Vô Cực quyền môn. Các đương gia khác muốn tránh việc gọi cái tên "Quỷ Kiến Sầu" vì nó khá giống với anh em nhà họ Thường (Quỷ Vô Thường) nên sẽ gọi anh là thập nhị đệ hay thập nhị lang. Công phu nổi tiếng nhất của anh là Huyền Huyền Đao Pháp do Triệu Bán Sơn dạy cho y, nên hai người này danh nghĩa là huynh đệ mà thực chất là sư đồ.

### Tưởng Tứ Căn
Tưởng Tứ Căn (蔣四根) ngoại hiệu là Đồng Đầu Ngạc Ngư (銅頭鱷魚), là thập tam đương gia của Hồng Hoa Hội. Là người có khả năng bơi tốt. Vũ khí sử dụng là một cây thiết tương (mái chèo sắt) được gọi là "Lỗ Trí Thâm Phong Ma Trượng" (魯智深瘋魔杖). Anh sử dụng mái chèo sắt như một cây quyền trượng mà Hoa Hoà Thượng Lỗ Trí Thâm từng sử dụng đó là Nhật Nguyệt quyền trượng. Công phu nổi tiếng là Phong Ma Trượng Pháp. Cùng với Dương Thành Hiệp và Chương Tấn là 3 đại lực sĩ trên giang hồ.

### Dư Ngư Đồng
Dư Ngư Đồng (余魚同) ngoại hiệu là Kim Địch Tú Tài (金笛秀才), là thập tứ đương gia của Hồng Hoa Hội, là người giữ nhiệm vụ liên lạc bốn phương, thám thính tin tức trong hội. Anh có biệt tài thổi sáo, sử dụng một cây địch tử (sáo Tàu) bằng vàng. Dư Ngư Đồng vốn là con nhà danh gia vọng tộc xứ Giang Nam, từng đậu tú tài. Cha của Dư Ngư Đồng vì tranh chấp một khu mộ tốt với một tên phú hào ở địa phương, nên bị quan phủ kiếm chuyện đến khuynh gia bại sản, rồi lại bị vu oan hãm hại mà chết uất trong ngục. Dư Ngư Đồng đau lòng bỏ nhà mà đi, gặp cơ duyên bái Mã Chân làm sư phụ, bỏ văn học võ. Sau này chàng quay về giết chết tên phú hào đó, rồi bắt đầu lang bạt giang hồ, gia nhập Hồng Hoa Hội. Là người từng được sư phụ thừa nhận là rất có tài năng và tư chất khi anh là người cơ trí, tự tin, dí dỏm, hoạt bát, có ăn học, biết lễ nghĩa nhưng lại yêu Lạc Băng ngay từ cái nhìn đầu tiên, thậm chí còn phạm phải những điều vượt quá quy tắc. Sau đó, anh cảm thấy tội lỗi và không thể tha thứ cho bản thân. Anh tự gọi mình là "kẻ đau lòng, nhẫn tâm và bất chính nhất thế giới". Vì vậy anh nghĩ mình sinh ra là để tạ lỗi với Văn Thái Lai bằng cái chết của mình và với suy nghĩ này, anh lao vào lửa cứu Văn Thái Lai. Khi bị nhóm Quan Đông Tam Ma và Ngôn Bá Càn truy đuổi, anh vào Bảo Tướng tự để tạm trú, xuống tóc đi tu lấy pháp danh là Không Sắc (空色). Chàng thất tình, gặp gỡ tiểu sư muội Lý Nguyên Chỉ thông minh xinh xắn lại tha thiết yêu chàng, bị nàng làm cảm động. Cuối cùng, Dư Ngư Đồng và Lý Nguyên Chỉ nên duyên vợ chồng.

### Tâm Nghiễn
Tâm Nghiễn (心硯) nguyên là thư đồng của Trần Gia Lạc. Từ khi còn nhỏ anh đã cùng với Trần Gia Lạc về vùng Hồi Cương để luyện võ, tuy còn nhỏ nhưng võ công của anh cũng rất cao cường. Anh là một người trung thành, gan dạ, dũng cảm, đặc biệt trung thành với Trần Gia Lạc, đã từng quỳ xuống cầu xin Hoắc Thanh Đồng cứu Trần Gia Lạc và các anh hùng khác của Hồng Hoa Hội khiến bao người rơi nước mắt. Anh lập lời thề sẽ cùng sống chết với chủ nhân Trần Gia Lạc và gia nhập Hồng Hoa Hội. Sau này trong trận đại chiến khi Hồng Hoa Hội bị quân Thanh bao vây ở Hồi Cương, cậu coi cái chết của mình là nhà, quyết giải vây cho chủ nhân và các anh hùng trong hội cũng như bộ tộc người Hồi, lập được công lớn nên được mọi người đề nghị phong là thập ngũ đương gia của Hồng Hoa Hội.

### Mã Thiện Quân
Mã Thiện Quân (馬善鈞) là tổng đầu mục của Hồng Hoa hội ở Hàng Châu, là một đại thương gia buôn bán tơ lụa, gấm vóc danh tiếng nhất tại Hàng Châu, có đến ba bốn xưởng dệt lớn, thế lực rất mạnh. Ông tuổi chừng 50, tướng mạo phong nhã, thường mặc chiếc áo gấm đắt tiền. Nhìn vào, ai cũng tưởng ông chỉ là một đại phú ông nhưng không ngờ cũng là một hiệp khách giang hồ hào hiệp. Bình sinh Mã Thiện Quân rất ham mê võ nghệ, chơi thân với Vệ Xuân Hoa và gia nhập Hồng Hoa Hội. Trong khoảng thời gian các anh hùng Hồng Hoa Hội tới Hàng Châu để cứu Văn Thái Lai, ông theo đường tắt đón họ đến trú tại một căn nhà trong hốc núi mà cả thành Hàng Châu đều không hay biết. Sau đó ông sai con trai Mã Đại Đình cho người đi do thám các nha môn phủ, huyện Tiền Đường, kể cả doanh trại của tương biên phòng nhưng không tìm thấy được một tin tức nào về tung tích của Văn Thái Lai cả. Ông cũng giao cho các anh hùng Hồng Hoa Hội bản đồ của Hàng Châu, giải thích từng con đường, ngõ hẻm nhưng do Hàng Châu thực hiện lệnh giới nghiêm nên không thu thập được tin tức gì.

## Bộ tộc Hồi

### Mộc Trác Luân
Mộc Trác Luân (木卓倫) là lãnh tụ của Hồi tộc, là cha của Hoắc Thanh Đồng và Kha Tư Lệ. Vì bộ kinh Koran bị quân Thanh đánh cắp nên con trai ông, Hoắc A Y cùng với cô em gái Hoắc Thanh Đồng phải dẫn người trong tộc đi đến vùng Trung Nguyên tìm kiếm thánh vật. Trần Gia Lạc đã giúp ông phục hồi lại bộ kinh bị thất lạc, vì vậy nên ông rất biết ơn Trần Gia Lạc. Sau đó, Trần Gia Lạc bị quân của Triệu Huệ bao vây trong sa mạc và Mộc Trác Luân đã dẫn quân đến giải cứu. Với tài mưu lược của Hoắc Thanh Đồng, quân của Hồi tộc đã bao vây quân của Triệu Huệ ở sông Hắc Thủy hơn 4 tháng. Nhưng khi được chi viện quân Thanh kéo đến tấn công và Hoắc Thanh Đồng lâm bệnh nặng không thể chỉ huy, ông cùng con trai Hoắc A Y đã ra quyết chiến và chết trong trận chiến, toàn bộ quân Hồi bị tiêu diệt.

### Hoắc A Y
Hoắc A Y (霍阿伊) là con trai trưởng của tộc trưởng người Hồi - Mộc Trác Luân, là anh trai của Hoắc Thanh Đồng và Kha Tư Lệ, là thủ lĩnh trẻ tuổi của bộ tộc Hồi ở Tân Cương. Anh là một con người chân thành và ngay thẳng. Khi bộ kinh Koran bị quân Thanh lấy mất, anh thay mặt cha mình cùng cô em gái Hoắc Thanh Đồng dẫn người trong tộc đến vùng Trung Nguyên xa xôi tìm kiếm thánh vật. Trần Gia Lạc đã giúp anh lấy lại lại bộ kinh bị đánh cắp, vì vậy nên anh rất biết ơn Trần Gia Lạc. Sau đó, Trần Gia Lạc bị quân của Triệu Huệ bao vây trong sa mạc và anh cùng cha của mình đã dẫn quân đến giải cứu. Với tài mưu lược của Hoắc Thanh Đồng, quân của Hồi tộc đã bao vây quân của Triệu Huệ ở sông Hắc Thủy hơn 4 tháng. Nhưng khi được chi viện quân Thanh kéo đến tấn công và Hoắc Thanh Đồng lâm bệnh nặng không thể chỉ huy nên anh cùng cha mình đã ra quyết chiến và chết trong trận chiến, toàn bộ quân Hồi bị tiêu diệt.

### Viên Sĩ Tiêu
Viên Sĩ Tiêu (袁士霄) ngoại hiệu là Thiên Trì Quái Hiệp (天池怪侠), là sư phụ của Trần Gia Lạc và là bạn của Tổng đà chủ tiền nhiệm của Hồng Hoa Hội - Vu Vạn Đình. Ông cùng Quan Minh Mai lớn lên từ nhỏ, là thanh mai trúc mã. Nhưng vì một số vấn đề nên tính cách của ông trở nên kỳ quái và tức giận bỏ đi. Trong lòng thất vọng, ông nguyện làm những điều mà các bậc tiền bối chưa làm được và tạo ra các môn võ công các bậc tiền bối chưa từng tạo ra. Vì vậy, ông tìm kiếm các môn võ nổi tiếng khắp nơi, dùng đủ mọi cách, kể cả bái sư học nghệ, khiêu chiến để xem chiêu thức rồi ăn trộm bí kíp võ công, ông hầu như đã học hết võ công của tất cả các môn phái. Trở lại sau tuổi trung niên, ông thấy Quan Minh Mai đã kết hôn và ông cảm thấy rất buồn. Chồng của Quan Minh Mai là Trần Chính Đức không hài lòng về việc Viên Sĩ Tiêu trở về nên đã đưa vợ đến ẩn náu ở vùng Tân Cương. Ông đã làm mọi cách để quên đi nỗi buồn, sống ẩn dật ở Thiên Trì. Vì quen thuộc với một trăm trường phái võ thuật nên trong khoảng thời gian này, ông đã tạo ra một bộ "Bách Hoa Thố Quyền" bao gồm tất cả các loại kỹ thuật quyền cước nhưng được biến hoá hoàn toàn khác với các chiêu thức ban đầu của chúng. Sau đó, ông nhận Trần Gia Lạc làm đệ tử và dạy cho anh những môn quyền pháp trên chốn giang hồ và cả bộ quyền pháp do chính mình sáng tạo ra. Cuối tiểu thuyết, ông đã quét sạch lũ sói đã tàn phá nhiều bộ tộc. Võ công thâm hậu và uy lực, có thể coi là thiên hạ đệ nhất, cũng chỉ có người bạn Vu Vạn Đình của ông mới có thể sánh được. Trong Phi hồ ngoại truyện, có người cho rằng ông chính là sư phụ đã dạy võ công cho Viên Tử Y và bắt cô hứa sẽ cứu Phùng Thiên Nam ba lần để trả công ơn sinh thành vì võ công của nàng khá giống với pho quyền pháp ông tạo ra.

### Trần Chính Đức
Trần Chính Đức (陳正德) ngoại hiệu là Ngốc Thứu (禿鷲), là chồng của Quan Minh Mai. Ông cùng vợ của mình được gọi là Thiên Sơn Song Ưng (天山雙鷹). Ông là một người hài hước, mũi khoằm như mỏ chim ưng, mặt đỏ như châu sa, đầu thì trọc lóc không còn một sợi tóc nào, võ công cao cường nhưng hay ghen. Ông luôn cho rằng vợ mình và thanh mai trúc mã Viên Sĩ Tiêu vẫn chưa chấm dứt tình duyên nên rất sợ vợ bỏ mình mà đi. Khi Hoắc Thanh Đồng đến tìm Lý Nguyên Chỉ (lúc này đang nữ giả nam trang) vì nghĩ cô đã lấy cắp bộ kinh Koran của mình, Lục Phỉ Thanh vì bảo vệ đồ đệ mà giao đấu với Hoắc Thanh Đồng và nhận ra cô là đồ đệ của Thiên Sơn Song Ưng. Trước khi Hoắc Thanh Đồng rời đi, ông còn hỏi: "Cô nương đừng cho rằng thua dưới tay ta là mất mặt. Người có thể đấu với ta mấy chục chiêu giống như cô, trong võ lâm không nhiều lắm đâu. Ta biết Thiên Sơn Song Ưng trước giờ không nhận đệ tử, nhưng hôm nay thấy kiếm pháp của cô hoàn toàn đích truyền của Song Ưng nên mới hồ nghi, tìm cách thử cô một phen. Vừa rồi ta thấy cô nương sử tuyệt chiêu Hải Thị Thần Lâu, mới tin chắc cô nương đã được chân truyền của Song Ưng. Sư công của cô còn hay ghen sư phụ hay không? Hai vị có thường cãi nhau nữa không?". Ông vì ngăn cản Càn Long rời đi mà bị một tên thị vệ đâm chết trong hoàng cung.

### Quan Minh Mai
Quan Minh Mai (關明梅) ngoại hiệu là Tuyết Điêu (雪鵰), là vợ của Trần Chính Đức và là thanh mai trúc mã từ nhỏ của Viên Sĩ Tiêu. Bà cùng chồng của mình được gọi là Thiên Sơn Song Ưng (天山雙鷹). Quan Minh Mai cùng chồng sống ở Hồi tộc vào thời Càn Long của nhà Thanh và nhận con gái Hoắc Thanh Đồng của thủ lĩnh bộ tộc - Mộc Trác Luân làm đệ tử. Bà là người nóng tính và bốc đồng, luôn cãi nhau với chồng mình vì những chuyện vặt vãnh và thường xuyên bị ốm nhiều năm. Bà thấp hơn cả Từ Thiên Hoằng, mặc y phục toàn màu xám, đầu tóc bạc phơ như tuyết. Khi còn nhỏ, Quan Minh Mai có một người yêu thuở nhỏ là Viên Sĩ Tiêu (một bậc thầy võ thuật, sư phụ của Trần Gia Lạc, biệt danh là Thiên Trì Quái Hiệp và bộ quyền pháp Bách Hoa Thố Quyền của chính mình) nhưng vì cả hai có tính khí không tốt nên thường xuyên cãi vã, khiến Viên Sĩ Tiêu thất vọng bỏ đi, bà tức giận kết hôn với Trần Chính Đức. Viên Sĩ Tiêu biết được đã rất hối hận vì không ở lại bộ tộc cùng với bà. Sau khi kết hôn, Trần Chính Đức luôn nghi ngờ vợ mình và tình cũ chưa dứt hẳn tình duyên nên hai người liên tục cãi vã tới hơn mấy chục năm dù đều đã ngoại lục tuần cả rồi. Trong bữa tiệc giữa Càn Long và Hồng Hoa hội, Trần Chính Đức đang đánh nhau với Bạch Chấn thì bị một tên thị vệ cầm kiếm đánh lén đâm trúng ông còn bà đã tự sát theo chồng.

### A Phàm Đề
A Phàm Đề (阿凡提) hay tên đầy đủ là Nạp Tư Nhĩ Tranh - A Phàm Đề (纳斯尔丁·阿凡提) là nhân vật được nhà văn Kim Dung xây dựng bằng cách tiểu thuyết hóa nhân vật có thật Nạp Tư Nhĩ Tranh, không chỉ là một người có võ công cao cường mà còn là một bậc thầy về tâm lý học. Một lần thiên kim tiểu thư Lý Nguyên Chỉ có hỏi ông vì có khúc mắc chuyện tình cảm với Kim Địch Tú Tài Dư Ngư Đồng, không biết có nên yêu hay không? A Phàm Đề đã lấy con lừa làm ví dụ, với những nhận xét hóm hỉnh, ông nói: "Con lừa muốn ăn cà rốt, nhưng đừng cho nó ăn. Hãy để nó đi đến nơi mà ta muốn nó đến trước khi đưa thức ăn cho nó". Điều này đã dạy Lý Nguyên Chỉ biết cách nhận ra tình yêu. "Một người không thể chỉ nhượng bộ. Ta đối xử với một người càng tốt, người ấy càng tránh xa ta. Thà thờ ơ với người đó. Chỉ khi người đó nghĩ rằng người đó tốt với ta, người đó sẽ cầu xin chính mình để mở lời cầu xin ta”. Lý Nguyên Chỉ đã sử dụng thủ thuật này và đã thành công. Là một lão già quái gở làm chảo sắt, mặt mày đen nhẻm, râu rậm che khuất cằm, mắt nhỏ, thích cười, lại đa tình. Ông cưỡi một con lừa gầy đi khập khiễng, trên lưng vác một cái chảo sắt to, đội một chiếc mũ nồi trắng có hoa, hơi kiêu kỳ và khùng khùng. Võ công và khinh công cực cao, thắng được cả Hoả Thủ Phán Quan Trương Triệu Trọng. Điều thú vị nhất ở A Phàm Đề là ông có một cô vợ ngoài ba mươi xinh đẹp, trắng trẻo, dịu dàng. Người phụ nữ vừa nhìn thấy ông đã nói: "Cái lão râu rậm này, ông đi đâu thế hả? Giờ này ông mới về, ông có nhớ tôi không?" Câu nói này chất chứa đầy tình cảm. A Phàm Đề muốn ăn, vợ lại nói: "Nhìn khuôn mặt xinh đẹp như vậy còn chưa no sao?"

### Mã Mễ Nhi
Mã Mễ Nhi (玛米儿) là nữ anh hùng tuyệt sắc vĩ đại nhất của Hồi tộc. Cô chính là mỹ nhân được vẽ trên cặp ngọc bình. Người Hồi thường vẽ hình cô trên bích họa, thêu trên thảm. Ngày xưa người Hồi bị tên bạo chúa Long A áp bức bốn chục năm trời. Hắn đã trưng dụng hàng ngàn hàng vạn dân chúng để xây tòa Mê Thanh, đục đẽo một cung điện nguy nga giữa ngọn Bạch Ngọc Phong. Con trai hắn là Sang La Ba càng độc ác hơn nữa, phụ mẫu của Mã Mễ Nhi là bị y giết chết. Nàng yêu A Lý - dũng sĩ số một của bộ lạc. Khi đó nàng 18 tuổi, A Lý cùng ca ca nàng rèn luyện võ công (chính là võ công sau này Trần Gia Lạc học được trong thạch động), muốn tiêu diệt Sang La Ba nhưng không làm cách nào xâm nhập được vào Mê Thành. Cô hi sinh thân mình xâm nhập vào trong nhưng không có cách nào báo cho người bên ngoài. Sau đó cô nghĩ ra cách dùng giấy vẽ bản đồ và chỉ rõ những điểm kì diệu của Mê Thành như từ thạch dưới nền thạch động,... rồi vo viên thành viên hoàn sáp, nhét vào thanh bảo kiếm (sau này thuộc về Hoắc Thanh Đồng tặng cho Trần Gia Lạc). Nhưng không ai phát hiện ra viên hoàn sáp cũng như việc thanh bảo kiếm có hai lần vỏ mà họ nghĩ rằng cô muốn mọi người nhanh chóng cứu cô ra nên A Lý và ca ca cô dẫn toàn bộ dũng sĩ xông vào Mê Thành. Cô có một đứa con trai với Sang La Ba nhưng khi thấy y giết A Lý, cô ném nó xuống đất. Cuối cùng cô, Sang La Ba cùng với toàn bộ võ sĩ của y và dũng sĩ Hồi tộc đều chết trong Mê Thành để lại những bộ hài cốt giúp Trần Gia Lạc luyện võ công.

## Triều đình nhà Thanh

### Phúc Khang An
Phúc Khang An (福康安) là quan đại thần, một vị tướng người Mãn Châu của triều đình nhà Thanh. Trong tiểu thuyết Phúc Khang An là con trai ngoài giá thú của hoàng đế Càn Long. Đại thần Phổ Hằng trong triều là em trai hoàng hậu của Càn Long. Vợ của Phổ Hằng rất xinh đẹp, có lần vào cung thỉnh an hoàng hậu bị Càn Long nhìn thấy. Hắn giữ mụ lại để thông gian, đẻ ra Phúc Khang An. Anh trông rất giống chú Trần Gia Lạc của mình về ngoại hình. Hoàng đế bổ nhiệm anh làm Cửu Môn Đề Đốc. Trong trận chiến cuối cùng tại hoàng cung, anh bị bắt bởi các thành viên của Hồng Hoa Hội, những người sử dụng anh làm con tin để buộc hoàng đế phải đình chiến với họ. Nhân vật này cũng xuất hiện trong tiểu thuyết Phi hồ ngoại truyện với dáng vẻ hào hoa, phong nhã, một công tử quyền quý nhưng thực chất là một tên mưu mô, xảo quyệt.

### Bạch Chấn
Bạch Chấn (白振) ngoại hiệu là Kim Trảo Thiết Câu (金爪鐵鉤), là một trong những cận vệ chính của hoàng đế Càn Long. Vốn là một cao thủ của phái Tung Dương, đã luyện tập kỹ năng Đại Lực Ưng Trảo Công tới mức xuất thần nhập hoá cách đây 30 năm. Nổi tiếng trong võ lâm nhưng đã từ lâu không xuất hiện trên giang hồ, tung tích cũng ít người biết. Trên thực tế, Bạch Chấn ham danh lợi, dựa vào võ công tham gia vào triều đình, làm cận vệ của Càn Long, là thân tín của Càn Long, chịu trách nhiệm bảo vệ sự an toàn của Càn Long. Mỗi lần Càn Long rời khỏi hoàng cung du ngoạn, Bạch Chấn đều đi theo Càn Long, nhiều lần so tài với Trần Gia Lạc và các anh hùng của Hồng Hoa Hội, là một trong những đối thủ chính của hội, từng chịu ơn cứu mạng của Trần Gia Lạc. Cùng với Chử Viên và Long Tuấn được gọi là "Bắc Kinh Tam Anh". Trong phiên bản cũ, anh ta tự sát còn trong phiên bản mới, anh ta rời khỏi hoàng cung vì không muốn hại Trần Gia Lạc.

### Chử Viên
Chử Viên (褚圓) ngoại hiệu là Nhất Vĩ Độ Giang (一苇渡江), vốn là một nhà sư với pháp danh Trí Viên (智圆) nhưng sau đó do vi phạm giới luật bị trục xuất khỏi chùa. Sau đó trở thành tên lưu manh trên giang hồ, đổi tên thành Chử Viên. Với kiếm pháp tinh xảo và tàn nhẫn, anh ta đã xoay sở tìm mọi cách để được trở thành cận vệ thân cận của hoàng đế Càn Long. Sử dụng vũ khí là một thanh kiếm tên là "Đạt Ma Kiếm" cùng với công phu Đạt Ma Kiếm Pháp. Nhưng tại Tây Hồ lúc giao đấu với Vô Trần Đạo Trưởng để giải vây cho Long Tuấn, hắn bị làm nhục khi đây không giống một cuộc tỉ đấu mà giống sư phụ đang chỉ dẫn đồ đệ luyện kiếm hơn. Lúc được Càn Long ra lệnh lui xuống để tránh chịu nhục thêm thì lại bị Truy Hồn Đoạt Mệnh Kiếm chém nát y phục, đầu tóc bị cắt tỉa nham nham nhở nhở, ngay đến dây lưng quần cũng bị chặt đứt. Vì dùng tay kéo quần lên mà thanh bảo kiếm rơi tõm xuống hồ, phải một tay giữ quần một tay giữ kiếm.

### Ngự tiền thị vệ của Càn Long
- Long Tuấn (龍駿) ngoại hiệu là Độc Thiềm Thừ (毒蟾蜍), là một trong những ngự tiền thị vệ, là sư thúc của Phạm Trung Ân và chuyên sử dụng ám khí. Hắn đã từng tung hoành lâu năm trên chốn giang hồ, ám khí của hắn vừa mau lại vừa độc, một khi đối phương đã trúng phải thì khó có đường sống sót. Khi Phạm Trung Ân bị Tưởng Tứ Căn ném về phía Càn Long, may mà Long Tuấn lao tới đưa tay đỡ lấy. Nghe chuyện Tâm Nghiễn bắn đất cho tụ tiễn lệch đường trên Tam Thiên Trúc, làm mất mặt ngự tiền thị vệ, bây giờ lại thấy cậu trêu cợt sư điệt hắn nên đòi so tài ám khí với cậu nhưng bị Trần Gia Lạc ngăn cản vì quá nguy hiểm. Sau khi biểu diễn, hắn nổi ác tâm phóng năm chiếc độc tật lê về phía Tâm Nghiễn khiến cậu bị trúng độc. Để lấy thuốc giải, Triệu Bán Sơn so tài ám khí với Long Tuấn, giành chiến thắng nhưng hắn không chịu giao ra. Từ Thiên Hoằng nghĩ ra cách dùng độc tật lê dùi 6 cái lỗ nhỏ lên ngực Long Tuấn rồi cho hắn uống rượu khiến huyết khí đi nhanh hơn, kịch độc phát tác lập tức mất mạng, buộc hắn phải giao thuốc giải. Không muốn cứu hắn nhưng không muốn hắn hại người khác nên sau khi Triệu Bán Sơn giải độc, Từ Thiên Hoằng cắt đứt hết gân tay, gân chân của Long Tuấn.
- Phạm Trung Ân (范中恩) là một trong những ngự tiền thị vệ, chuyên sử dụng phán quan bút và giỏi về món điểm huyệt nhưng không biết bơi. Anh ta ỷ võ công cao cường định trêu ghẹo Lạc Băng trong vai cô lái đò, vì khinh thường nên bị hất xuống nước. Nếu không nhờ Tưởng Tứ Căn vớt lên ắt đã chìm sâu xuống đáy hồ. Sau đó hắn đấu với Tâm Nghiễn thì bị bắt chơi trò cút bắt, đang trên thế thượng phong thì bị Tưởng Tứ Căn dùng thiết trượng ngăn cản nên phải nhảy tránh. Sau khi giải nguy cho Tâm Nghiễn, Tưởng Tứ Căn dùng thiết trượng quấy nước làm thuyền xoay tròn, lúc hắn rơi xuống, thuyền không còn ở chỗ cũ nên lại bị ngã xuống nước. Tưởng Tứ Căn lại dùng thiết trượng cứu hắn rồi ném về phía Càn Long. Hắn cảm thấy xấu hổ và nhục nhã vì đã bị rơi xuống nước ở Tây Hồ trước mặt hoàng đế Càn Long tới hai lần. Hắn ôm mối hận thù này cũng như việc sư thúc Long Tuấn bị chặt đứt gân tay, gân chân nên khi tất cả anh hùng Hồng Hoa hội cùng với người của Thiết Đảm trang đến giải cứu Văn Thái Lai còn Lý Khả Tú bị Lục Phỉ Thanh bắt làm con tin thì hắn không quan tâm mà châm ngòi số thuốc nổ được chôn xung quanh đó. Cuối cùng bị Trần Gia Lạc ném vào biển lửa mà chết.
- Mã Kính Hiệp (馬敬俠) là một trong những ngự tiền thị vệ đi theo bảo vệ Càn Long. Hắn được giao trọng trách cùng Uy Chấn Hà Sóc Vương Duy Dương, Hàn Văn Xung, 6 tiêu sư võ công cao cường nhất của Trấn Viễn tiêu cục, 3 tên thị vệ khác võ nghệ vào bậc thượng thừa và 30 ngự lâm quân xuất sắc được Hoàng thái hậu giao trọng trách đem bảo vật là cặp ngọc bình do xứ Hồi cống nạp đề nghị giảng hoà với triều đình nhà Thanh đến phủ của Trần tướng quốc để trao đến tận tay vua Càn Long nhưng bị Trần Gia Lạc và mưu kế của Từ Thiên Hoằng cùng các anh hùng Hồng Hoa hội đoạt được trong lữ quán gần thành Hàng Châu. Trong bữa tiệc giữa Càn Long và Hồng Hoa hội, vì để cứu Càn Long, Mã Kính Hiệp đưa tay ra cản bị kiếm của Trần Chính Đức chặt đứt nửa cánh tay và đâm xuyên qua người y, may mà Càn Long có phòng bị mặc tấm áo giáp.
- Thuỵ Đại Lâm (瑞大林) là một trong những ngự tiền thị vệ đi theo bảo vệ Càn Long. Khi Hồ Quốc Đống truy bắt Văn Thái Lai đã bị Bôn Lôi Thủ dù bị thương vẫn có thể ra một chưởng đánh gãy xương cánh tay phải của y còn vai phải thì bị trúng phi đao của Lạc Băng. Trong khi đang được đại phu chuyên trật đả nắn lại chỗ khớp xương, thấy Đồng Triệu Hòa cứ kể lể mãi công lao của mình, bèn giới thiệu mấy người mới đến cho biết. Trong số đó có Thuỵ Đại Lâm là tứ phẩm thị vệ của đại nội. Y tham gia quá trình truy bắt Văn Thái Lai và cùng với Trương Triệu Trọng áp giải về kinh. Giữa đường bị các anh hùng Hồng Hoa hội chặn đường nhưng may có viện binh tới giúp nên giữ được. Y là người phát hiện thi thể 6 tên thị vệ canh gác hôm Càn Long ở lại nhà Ngọc Như Ý rồi bị bắt cóc. Trong bữa tiệc giữa Càn Long và Hồng Hoa hội, y bị Văn Thái Lai đấm chết.
- Thành Hoàng (成璜) là một trong những ngự tiền thị vệ đi theo bảo vệ Càn Long. Khi Hồ Quốc Đống truy bắt Văn Thái Lai đã bị Bôn Lôi Thủ dù bị thương vẫn có thể ra một chưởng đánh gãy xương cánh tay phải của y còn vai phải thì bị trúng phi đao của Lạc Băng. Trong khi đang được đại phu chuyên trật đả nắn lại chỗ khớp xương, thấy Đồng Triệu Hòa cứ kể lể mãi công lao của mình, Hồ Quốc Đống bèn giới thiệu mấy người mới đến cho biết. Trong số đó có Thành Hoàng là tổng binh của Cửu môn đề đốc phủ. Y tham gia quá trình truy bắt Văn Thái Lai nhưng bị điểm huyệt bắt làm con tin, may mà Trương Triệu Trọng dùng sợi dây kéo khỏi tay Dư Ngư Đồng, Lạc Băng vì thấy chồng bị bắt lại nên để y thoát được. Trong bữa tiệc giữa Càn Long và Hồng Hoa hội, y bị Thiên Kính đại sư đại khai sát giới còn cây tề mi côn bằng gỗ của y gãy làm ba khúc.
- Chu Tổ Ấm (朱祖荫) là một trong những ngự tiền thị vệ đi theo bảo vệ Càn Long. Sau khi Trương Triệu Trọng bắt được Văn Thái Lai, y cùng 5 tên ngự tiền thị vệ khác được phái tới để áp giải về kinh. Trên đường áp giải, Thường thị huynh đệ giả ma giả quỷ giết đi tên lính cuối cùng trong đoàn quân áp giải. Y chạy ra cản đường bị đối phương vỗ nhẹ lên vai, cởi áo ra thì thấy vai phải đen cả một vùng, hơi sưng lên. Trong lúc Hồng Hoa hội sắp cứu được Văn Thái Lai, Phạm Trung Ân đốt dây ngòi thuốc nổ nhưng Văn Thái Lai vẫn được cứu ra khỏi vòng lửa. Phạm Trung Ân chạy ra cản đường, y nhắc nhở Phạm Trung Ân phải cẩn thận nhưng lại buông lời vô lễ với Trần Gia Lạc nên bị Mã Đại Đình lao ra đánh. Cuối cùng khi Phạm Trung Ân bị ném vào trong vòng lửa, y bị một quả cầu thép trên châu sách đánh trúng vào lưng, rồi bị lại trúng thêm một thiết côn của Mã Đại Đình nện trúng mông, đánh vỡ cả xương chậu lẫn hai cái xương đùi.

### Hồ Quốc Đống
Hồ Quốc Đống (胡國棟) trong bản gốc là Ngô Quốc Đống (吴国栋), vốn là danh bộ của Bắc Kinh, từng phá nhiều vụ án lớn, giết cường đạo nhiều không đếm xuể. Lão tự biết mình kết oan gia vô số, nên mấy năm trước đã cáo lão về hưu. Y là sư thúc của Phùng Huy làm thị vệ trong đại nội sử nhuyễn tiên. Lần này Phùng Huy phụng mệnh đi bắt yếu phạm Hồng Hoa Hội, tự biết bản lãnh không đủ nên mới khẩn cầu sư thúc, nhờ giúp một tay. Hai người cùng Tưởng Thiên Thọ dùng quỉ đầu đao và Hàn Xuân Lâm cầm hoài trượng, đều là bộ khoái ở Lan Châu. Võ công của bộ khoái không cao, nhưng bản lãnh truy lùng phạm nhân thì hơn hẳn ngự tiền thị vệ. Cuối cùng Tưởng Thiên Thọ bị Lục Phỉ Thanh phóng Phù Dung kim châm rơi mất quỷ đầu đao nên chết dưới phi đao của Lạc Băng còn Phùng Huy và Hàn Xuân Lâm bị Lục Phỉ Thanh dùng một chưởng đánh chết. Chỉ còn y bị Văn Thái Lai đánh gãy tay phải, trong lúc bỏ chạy vai phải bị trúng phi đao của Lạc Băng phải mời đại phu chuyên trật đả nắn lại chỗ khớp xương. Sau đó y cùng Trương Triệu Trọng đến Thiết Đảm Trang truy bắt Văn Thái Lai rồi trong lúc áp giải Bôn Lôi Thủ và bộ kinh Koran về kinh thì bị Hồng Hoa hội truy đuổi. Y bị Trương Triệu Trọng lừa vào trong cỗ xe ngựa cùng bộ kinh Koran làm vật thế thân cho Văn Thái Lai nên mới dẫn tới chuyện Trần Gia Lạc trả lại kinh cho Hồi tộc. Cuối cùng, y và Tiền Chính Luân cùng đám tiêu sư bị bắt trói lại.

### Hoà Thân
Hoà Thân (和珅) là một thị độc học sĩ, sủng thần của Càn Long, rất giỏi đoán ý người khác, thường được Càn Long ban thưởng. Khi Càn Long được bọn Chử Viên báo tin Văn Thái Lai đã được cứu ra, y không tiện trách mắng nên không truy cứu. Nhưng khi còn một mình, y tức giận ném đồ loảng xoảng. Bỗng nghe thấy tiếng đàn tiếng sáo du dương, y gọi người hỏi xem chuyện gì. Bọn thị vệ và nội thị thái giám biết hoàng thượng nổi giận không dám nói tiếng nào, thấy Càn Long gọi đã đẩy Hoà Thân vào. Y tìm hiểu thì nói rằng hôm nay danh kỹ Hàng Châu tụ tập, trong đó có cả Tiền Đường Tứ Diễm (là bốn ca kỹ nổi danh nhất Hàng Châu), để xem ai là hoa quốc trạng nguyên nên mới rủ Càn Long cải trang dân thường đến xem náo nhiệt dẫn đến Càn Long bị Hồng Hoa hội bắt đến Lục Hoà tháp.

### Kỷ Quân
Kỷ Hiểu Lam (紀晓岚) tên thật là Kỷ Quân (紀昀), là danh sĩ Giang Nam. Ông là người khôi hài tuyệt đỉnh, được Viên Mai là giám khảo của cuộc thi hoa quốc trạng nguyên tổ chức cho các danh kỹ Giang Nam mời đến tham dự. Sau khi biết hai trong số 3 món quà mà Càn Long tặng cho Ngọc Như Ý là bài thơ Vô Đề của Lý Nghĩa Sơn do Chúc Doãn Minh viết và bức tranh thiếu nữ ngắm hoa do Đường Dần vẽ thì ông nói rằng Ngọc Như Ý chắc chắn giành trạng nguyên.

### Trịnh Tiếp
Trịnh Bản Kiều (鄭板橋) tên thật là Trịnh Tiếp (鄭燮), là danh sĩ Giang Tô. Ông là người thi họa tam tuyệt, được Viên Mai là giám khảo của cuộc thi hoa quốc trạng nguyên tổ chức cho các danh kỹ Giang Nam mời đến tham dự. Sau khi biết hai trong số 3 món quà mà Càn Long tặng cho Ngọc Như Ý là bài thơ Vô Đề của Lý Nghĩa Sơn do Chúc Doãn Minh viết và bức tranh thiếu nữ ngắm hoa do Đường Dần vẽ, ông có hỏi Viên Mai rằng món quà thứ 3 là gì?

## Thiết Đảm Trang

### Chu Trọng Anh
Chu Trọng Anh (周仲英) ngoại hiệu là Thiết Đảm (鐵膽), là chủ nhân của Thiết Đảm Trang, vốn xuất thân là sư thừa của Thiếu Lâm tự ở Tung Sơn, là một bậc thầy võ thuật và là một con người của chính nghĩa, là một nhân vật đầu não của võ lâm tây bắc và được võ lâm đồng đạo gọi là lão anh hùng. Khi ông rời khỏi trang vì có một số việc thì Văn Thái Lai cùng Lạc Băng và Dư Ngư Đồng tới trú nhờ tại Thiết Đảm trang để tránh tai mắt của quân Thanh thông qua bức thư do Lục Phỉ Thanh viết vì ông và Chu Trọng Anh có mối giao tình. Nhưng Trương Triệu Trọng cùng một vài thị vệ nhà Thanh tới Thiết Đảm trang truy bắt Văn Thái Lai do nghe được thông tin từ Đồng Triệu Hoà của Trấn Viễn tiêu cục. Đứa con trai ông vì thích làm anh hùng nên khi bị nói khích đã tiết lộ tung tích của Văn Thái Lai, trong lúc tức giận đã lỡ ra tay đánh chết khiến phu nhân bỏ đi. Khi Hồng Hoa hội đến đòi người và kẻ đã tiết lộ tung tích Văn Thái Lai, ông đau đớn chỉ về phía quan tài nhỏ chưa được đậy nắp để cô con gái Chu Ỷ có cơ hội nhìn mặt em trai lần cuối. Một ngọn lửa đã khiến Thiết Đảm Trang mà ông gầy dựng bao năm bị đốt cháy. Sau đó ông cũng tham gia vào quá trình giải cứu Văn Thái Lai và tham gia vào các hoạt động của Hồng Hoa hội. Ông có một người vợ cả và hai người con trai nhưng đều vì chuyện ân oán giang hồ mà mất mạng.

### Chu Ỷ
Chu Ỷ (周綺) ngoại hiệu là Tiếu Lý Quỳ (俏李逵), là con gái của Chu Trọng Anh và Chu đại nãi nãi, tỷ tỷ của Chu Anh Kiệt, vợ của Từ Thiên Hoằng. Nàng 18 tuổi, tính tình hoà phóng, khí phách y hệt cha mình, dung mạo khá xinh đẹp nhưng bản tính hiếu sự, thích nhúng tay vào chuyện của thiên hạ, thấy việc bất bình quyết không chịu làm ngơ nên thường ra ngoài gây chuyện, do đó mới có biệt danh là Tiếu Lý Quỳ. Chính vì tính cách của mình nên khi Trương Triệu Trọng đến nhà truy bắt Văn Thái Lai mà cha cô phải ra ngoài giải quyết việc cô đả thương người khác. Để rồi em trai cô vì bị khích mà tiết lộ vị trí của Văn Thái Lai, sau khi biết chuyện trong lúc tức giận cha cô đã lỡ tay đánh chết. Cô và Võ Gia Cát thường xuyên tranh cãi với nhau, âm thầm thích đối phương trong những lần cùng nhau vượt qua nguy hiểm mà không biết. Mẹ cô nhận ra con gái mình đã thích Từ Thiên Hoằng nên bà tha thứ cho chồng và muốn ông tác hợp cho hai người. Về sau con trai của hai người bị Phương Hữu Đức bắt cóc để uy hiếp Hồng Hoa Hội nhưng may mắn được cứu.

### Chu đại nãi nãi
Chu đại nãi nãi (周大奶奶) hay Chu phu nhân (周夫人) là vợ kế của Chu Trọng Anh, mẹ của Chu Ỷ và Chu Anh Kiệt. Bà vốn là con gái của một võ sĩ, võ công của bà cũng bình thường. Bà là người đã thay chồng tiếp đón nhóm Văn Thái Lai, còn gọi con trai ra chào khách. Bà biết con trai đã tiết lộ chuyện quan trọng, gây ra chuyện lớn nên muốn giấu giếm chồng. Nhưng Chu Trọng Anh nhất quyết tra hỏi đệ tử khiến họ nói ra, trong phút nóng giận mất bình tĩnh không nghe bà khuyên can, ông đã lỡ tay đánh chết Chu Anh Kiệt. Bà vì quá tức giận nên dùng đao định chém xuống đầu chồng, Chu Trọng Anh đứng im, không tránh né nói: "Thôi thì chúng ta cùng chết với nhau cho xong". Bà thấy chồng như vậy, tay chân run bắn lên, quăng đao xuống đất, rồi vừa khóc rống vừa chạy ra khỏi Thiết Đảm trang. Gia đình bà cũng chẳng còn ai nên Chu Trọng Anh không biết bà dựa dẫm nơi nào.

### Chu Anh Kiệt
Chu Anh Kiệt (周英傑) là con trai của Chu Trọng Anh và Chu đại nãi nãi, đệ đệ của Chu Ỷ. Phu thê Chu Trọng Anh có đứa con gái nhưng mãi không sinh con trai mà tuổi tác đã lớn nên Chu Trọng Anh nghĩ số phận của mình là không có người nối dõi. Nào ngờ năm ông 54 tuổi lại sinh được một đứa con trai. Hai vợ chồng quá đỗi vui mừng nên mở tiệc mời tất cả mọi người đến chung vui. Cậu là người thích làm anh hùng như cha nên bị Trương Triệu Trọng nói khích, tiết lộ ra tung tích của Văn Thái Lai. Sau khi biết chuyện, cha cậu đã lỡ tay đánh chết cậu trong lúc tức giận. Vì chuyện này mà mẹ cậu đau lòng bỏ nhà ra đi.

### Mạnh Kiện Hùng
Mạnh Kiện Hùng (孟健雄) ngoại hiệu là Thần Đàn Tử (神弹子), là đại đệ tử của Chu Trọng Anh. Là người được sai quay trở lại tiếp đón nhóm 3 người Văn Thái Lai. Anh là người phát hiện Đồng Triệu Hoà đang thập thò lén lút xung quanh Thiết Đảm trang và nhờ Chu Anh Kiệt giúp vạch trần bằng cách giả vờ chơi đuổi bắt. Nhưng anh không biết hắn tới để truy tìm tung tích của Văn Thái Lai mà chỉ nghĩ là tên trộm cướp vặt.

### An Kiện Cương
An Kiện Cương (安健剛) ngoại hiệu là Độc Giác Hổ (独角虎), là một đệ tử của Chu Trọng Anh. Anh là người đi cùng với Chu Trọng Anh để giải quyết rắc rối mà Chu đại tiểu thư gây ra. Anh cũng là người ngăn phi đao do Lạc Băng phóng ra vì cô nghĩ Chu Trọng Anh bán đứng chồng mình nên muốn trả thù. Khi Chương Tấn và Từ Thiên Hoằng tới trước đang đánh nhau với Chu Trọng Anh, Chu Ỷ và Mạnh Kiện Hùng, anh là người ra giữ cổng để không cho người của Hồng Hoa Hội tiếp tục tiến vào nhưng không ngăn được Vệ Xuân Hoa và Dương Thành Hiệp.

### Tống Thiện Bằng
Tống Thiện Bằng (宋善朋) là quản gia của Thiết Đảm trang. Là người không biết võ công lại nhát gan nên Chu Trọng Anh nghi ngờ là kẻ tiết lộ tung tích của Văn Thái Lai. Nhưng vì quá sợ hãi khi thấy lão trang chủ oai khí kinh người, cứ như sắp đập mình một chưởng, không nén nổi run rẩy toàn thân, gan mật vỡ ra mà đã lắp bắp khai ra người tiết lộ là Chu Anh Kiệt và dẫn tới cái chết của cậu bé.

## Phái Võ Đang

### Mã Chân
Mã Chân (馬真) ngoại hiệu là Thiên Lý Độc Hành Hiệp (千里獨行俠), là chưởng môn nhân của phái Võ Đang, sư phụ của Dư Ngư Đồng. Ông là người lớn nhất trong ba sư huynh đệ. Khi Trương Triệu Trọng bị quần hùng Hồng Hoa Hội bắt được, ông và Lục Phỉ Thanh tới xin tha và hứa sẽ đem về núi Võ Đang quản thúc. Nhưng ông bị Trương Triệu Trọng lừa rằng hắn phải tới Bắc Kinh lo liệu việc riêng nên theo hắn tới Bắc Kinh thay vì Hồ Bắc. Rồi Trương Triệu Trọng lại nói mình theo ý chỉ của hoàng đế phải tới Hồi Cương tìm người, ông nhất quyết phải dẫn hắn về Võ Đang và bắt hắn từ quan. Vì danh lợi nên nửa đêm hắn móc mắt ông, giết ông rồi bỏ trốn. Trước khi chết ông nhờ Vệ Xuân Hoa và Thạch Song Anh, khi đó đang thám thính Bắc Kinh vô tình chứng kiến toàn bộ sự việc, nhắn giùm với đệ tử Dư Ngư Đồng và sư đệ Lục Phỉ Thanh trả thù cho mình.

### Lục Phỉ Thanh
Lục Phỉ Thanh (陸菲青) ngoại hiệu là Miên Lý Châm (綿裡針), pháp danh là Vô Thanh Tử (無青子), là sư đệ của Mã Chân và sư huynh của Trương Triệu Trọng, sư phụ của Lý Nguyên Chỉ. Ông là người đứng thứ hai trong ba sư huynh đệ. Thời tráng niên ông hành hiệp trượng nghĩa ở vùng Giang Nam, danh trấn giang hồ. Ông là người viết thư cho Chu Trọng Anh cho phép nhóm Văn Thái Lai ở tạm tại Thiết Đảm trang, còn mình đi báo tin cho Hồng Hoa Hội tới ứng cứu Văn Thái Lai. Ông kết nghĩa huynh đệ với Triệu Bán Sơn và từng tham gia Đồ Long Bang, một hội kín chống đối triều đình nhà Thanh vào đầu triều Ung Chính có thanh thế rất lớn, với hoa danh Lục Cao Chỉ (陸高止) nên bị triều đình truy nã.

### Trương Triệu Trọng
Trương Triệu Trọng (張召重) ngoại hiệu là Hoả Thủ Phán Quan (火手判官), là sư đệ của Mã Chân và Lục Phi Thanh. Y thiên bẩm rất cao, lại cực ky siêng năng rèn luyện. Trong ba sư huynh đệ thì y có võ công cao nhất. Vì ham mê công danh lợi lộc mà y vào triều làm quan, việc gì cũng ra sức lập công nên mấy năm nay thăng quan tiến tước như diều, bây giờ đã là Hiệu Kỳ Dinh Khã Lĩnh của ngự lâm quân. Mười mấy năm trước, Lục Phi Thanh đã tuyệt giao với y. Y là kẻ dẫn đầu đi bắt Văn Thái Lai rồi lừa Chu Anh Kiệt chỗ ẩn náu của nhóm Bôn Lôi Thủ. Khi bị Hồng Hoa Hội bắt được và bị Mã Chân bắt đem về Võ Đang, y giết Mã Chân và đến Hồi Cương để tìm Kha Tư Lệ về cho Càn Long. Cuối cùng, y bị Trần Gia Lạc và bị ném vào trong thành trống toàn sói. Lục Phỉ Thanh vì niệm tình sư môn nên nhảy xuống cứu nhưng y nổi thú tính khống chế ông và muốn cả hai chết chung. Đột nhiên y tỉnh ngộ và kêu lên: “Sư ca! Sư ca đấy ư? Lúc nào sư ca cũng đối xử với tiểu đệ rất tốt, hệt như anh ruột vậy…” rồi quay người nằm bên trên, bảo vệ ông khỏi lũ sói. Dư Ngư Đồng cầm theo đao của Từ Thiên Hoằng nhảy xuống cứu Lục Phỉ Thanh vô tình đâm chết Trương Triệu Trọng. Y cuối cùng cũng phải đền tội vì những việc ác mình đã gây ra.

## Lý gia

### Lý Khả Tú
Lý Khả Tú (李可秀) là cha của Lý Nguyên Chỉ. Ông lần lượt làm tham tướng tại Tương Tây, rồi làm tổng binh trấn Diên Tuy, Phù Phong, Thiểm Tây, sau đó làm tổng binh trấn An Tây, Cam Túc. Vào năm Càn Long thứ 23 (1758), ông đã có công lớn trong việc bình định Y Lê nên được thăng làm thuỷ lục đề đốc Chiết Giang, sau đó ông được đưa về kinh sư và làm đề đốc Cổ Bắc Khẩu, Trực Lệ. Trong thời kỳ này, Lý Khả Tú đã nhiều lần chiến đấu với Hồng Hoa Hội, bao gồm cả những lần Hồng Hoa Hội cứu Văn Thái Lai. Cuối tiểu thuyết ông đã thay mặt Hoàng đế Càn Long thương lượng với Hồng Hoa Hội.

### Lý Nguyên Chỉ
Lý Nguyên Chỉ (李沅芷) là con gái của Lý Khả Tú, đồ đệ của Lục Phỉ Thanh, sư muội và cũng là vợ của Dư Ngư Đồng. Tính tình cô quái gở nhưng thông minh hoạt bát, là một người dám yêu dám hận. Từng lừa được Trương Triệu Trọng rằng mình đã cướp được bộ kinh Koran nhưng thực chất chỉ là quyển số ghi chép của quán trọ, qua đó đánh lạc hướng y giúp sư phụ có thêm thời gian cứu nhóm Văn Thái Lai. Trên đường tới Hồi Cương, cô lấy danh nghĩa Hoắc Thanh Đồng bày trò hành hạ Đằng Nhất Lôi, Cố Kim Tiêu và Ha Hợp Đài đến sống dở chết dở. Khi ở Hồi Cương, cô buồn chán vì Dư Ngư Đồng né tránh mình nhưng được A Phàm Đề chỉ điểm, cô lạnh nhạt không thèm đếm xỉa đến anh rồi giả vờ bị Trương Triệu Trọng bắt để thử lòng anh. Cuối cùng hai người cũng trở thành một đôi.

### Lý phu nhân
Lý phu nhân (李夫人) là vợ của Lý Khả Tú và mẹ của Lý Nguyên Chỉ. Khi Lý Khả Tú được thăng làm Đề Đốc Thủy Lục của tỉnh Triết Giang, ông đi nhận chức trước, để lại một viên tham tướng và hai chục tên thân binh hộ tống gia quyến theo sau. Trên đường đi, bà ngồi kiệu còn Lý Nguyên Chỉ nếu phải ngồi kiệu suốt ngày thì bực bội không sao chịu nổi. Nhưng tiểu thư nhà quan mà cưỡi ngựa phơi mặt ra ngoài thì trông chẳng ra gì, nên nàng cải trang mặc y phục nam nhân, trông khá tuấn tú phong lưu, nên ai nói gì thì nói cũng không chịu mặc y phục nữ nhân nữa. Bà cũng quản không nổi đứa con gái bướng bỉnh của mình nên mặc kệ nàng.

## Quan ĐôngLục Ma
- Đằng Nhất Lôi (滕一雷) là người đứng đầu Quan Đông Lục Ma, vốn là một phú hào ở Liêu Đông, gia sản không sao tính hết, có không ít sâm trường và khoáng sản. Khi hắn cùng Cố Kim Tiêu và Ha Hợp Đài muốn tới Hồi Cương tìm Hoắc Thanh Đồng để trả thù cho hai huynh đệ họ Diêm thì bị Lý Nguyên Chỉ bày trò khiến cho cả bọn khổ sở hết lần này đến lần khác. Lúc ở Mê Thành, sau khi giao đấu với Hồng Hoa hội cảm thấy bất lợi, Trương Triệu Trọng kéo Ha Hợp Đài vào trong thành nên y và Cố Kim Tiêu chạy theo nhưng lại bị Viên Sĩ Tiêu nhấc bổng lên không trung rồi bị quẳng đi đập đầu vào vách núi, vỡ óc mà chết.
- Cố Kim Tiêu (顧金標) là người đứng thứ hai trong Quan Đông Lục Ma, vốn là một mã tặc trứ danh. Khi tới Hồi Cương cả bọn vô tình gặp Hoắc Thanh Đồng sau khi cùng người Hồi đánh bại quân Thanh, cảm thấy buồn khi Trần Gia Lạc yêu muội muội mình nên dù đang bị bệnh nhưng vẫn bỏ đi tìm Thiên Sơn Song Ưng. Không biết cô là Hoắc Thanh Đồng, bị cô lừa đang tới chỗ Thúy Vũ Hoàng Sam đưa tin, sẵn bản tính háo sắc, trên đường đi y năm lần bảy lượt muốn bức hiếp Hoắc Thanh Đồng. Cuối cùng y tự nguyện lao vào lưỡi kiếm của cô, trước khi chết còn muốn được hôn lên tay cô nhưng không được.
- Tiêu Văn Kỳ (焦文期) là người đứng thứ ba trong Quan Đông Lục Ma, học món võ Thiết Tỳ Bà của Hàn gia ở Lạc Dương. Tiêu Văn Kỳ chê Tỳ Bà là đồ dùng của nữ nhân nên không sử dụng, sợ bị bằng hữu giang hồ lôi ra trêu ghẹo những câu khó nghe. Vì thế hắn đã sáng chế ra một miếng thiết bài, hình thức tuy có khác, nhưng cách thức sử dụng thì giống hệt cây Tỳ Bà của sư môn truyền lại. Mười tám năm trước, hắn ở Trực Lệ, vô cớ giết hại nhiều người, rủi ro gặp phải Lục Phỉ Thanh ra tay cản trở. Lần đó Lục Phỉ Thanh hạ thủ lưu tình, chỉ đánh hắn một chưởng chứ không lấy mạng. Thế mà Tiêu Văn Kỳ coi đó là mối nhục, đã thề phải báo thù. Y nhận lời mời của một nhà đại quan vùng Giang Nam, đi về phía bắc Thiên Sơn để tìm một người quan trọng. Dọc đường, hắn ngẫu nhiên gặp mặt Lục Phi Thanh, nhận ra ông nhưng lại không báo cho quan phủ và tổng binh Lý Khả Tú ở địa phương biết. Hắn chỉ gọi thêm hai cao thủ của triều đình ở Thiểm Tây là Thiết Bối La Hán La Tín và Ngọc Phán Quan Bối Nhân Long, tự đến bắt người để trả thù. Cuối cùng, lại bị Miên Lý Châm giết chết, còn gây ra hiểu lầm rằng Hồng Hoa hội gây ra dẫn đến việc huynh đệ kết nghĩa Hàn Văn Xung tìm đến trả thù.
- Ha Hợp Đài (哈合台) là người đứng thứ tư trong Quan Đông Lục Ma, vốn là một người chăn nuôi ở Mông Cổ lưu lạc đến Liêu Đông rồi làm trộm cướp. Y là người nghĩa khí, từng cứu giúp Dư Ngư Đồng khi Ngôn Bá Càn muốn chọc mù mắt anh vì anh từng phóng tiễn làm mù một mắt hắn. Y cũng rất bất bình trước tính cách háo sắc của Cố Kim Tiêu. Cuối truyện khi y định đưa thi thể Cố Kim Tiêu đi thì Dư Ngư Đồng rút kim địch ra. Cây sáo này đã bị Trương Triệu Trọng chặt ngắn một đầu, đoản tiễn trong đó đã rơi hết cả, nhưng vẫn có thể thổi lên. Chàng bèn lựa điệu cung thương mà tấu lên một khúc. Ha Hợp Đài nhận ra khúc điệu đó là âm nhạc vùng thảo nguyên Mông Cổ. Y đợi họ Dư thổi một lúc, rồi lấy trong túi ra một cái sừng dê, thổi lên hòa tấu. Thì ra trên sông Hoàng Hà ở bến Mạnh Tân ngày ấy, Ha Hợp Đài dùng sừng dê thổi khúc điệu này, Dư Ngư Đồng đã ghi nhớ vào lòng. Bây giờ hai người cáo biệt, chàng bèn thổi lên để tiễn đưa. Hai người hợp tấu đầy vẻ khẳng khái, quần hùng đều chăm chú mà nghe. Dứt khúc rồi, Dư Ngư Đồng dang rộng hai tay ôm lấy vai Ha Hợp Đài. Họ Ha cất sừng dê vào túi, lên ngựa đi ngay, không quay lại nhìn lần nào nữa.
- Diêm Thế Khôi (閻世魁) là người đứng thứ năm trong Quan Đông Lục Ma, là anh trai của Diêm Thế Chương, giỏi dùng Ngũ Hành Luân. Hai huynh đệ được Trấn Viễn tiêu cục nhờ vận chuyển bộ kinh Koran và cặp ngọc lục bình về Bắc Kinh thì y bị người Hồi dùng đại thiết truỳ đập cả người lẫn ngựa thành một đám máu thịt lẫn lộn còn Diêm Thế Chương bị Hoắc Thanh Đồng giết chết dẫn đến việc Đằng Nhất Lôi, Cố Kim Tiêu và Ha Hợp Đài tìm đến Hồi Cương trả thù. Để rồi chỉ còn mình Ha Hợp Đài còn sống.
- Diêm Thế Chương (閻世章) là người đứng thứ sáu trong Quan Đông Lục Ma, là em trai của Diêm Thế Chương, giỏi dùng Ngũ Hành Luân. Khi y trên đường cùng Trương Triệu Trọng, Trấn Viễn tiêu cục và đám bộ khoái, thị vệ vận chuyển bộ kinh Koran và áp giải Văn Thái Lai về Bắc Kinh thì giữa gặp Hồng Hoa hội cứu người còn người Hồi tộc lấy lại kinh, cuối cùng bị Hoắc Thanh Đồng giết chết dẫn đến việc Đằng Nhất Lôi, Cố Kim Tiêu và Ha Hợp Đài tìm đến Hồi Cương trả thù. Để rồi chỉ còn mình Ha Hợp Đài còn sống.

## Thiếu Lâm tự

### Thiên Hồng đại sư
Thiên Hồng (天虹) là phương trượng của Thiếu Lâm tự, sư huynh của Thiên Kính đại sư. Khi Chu Trọng Anh sau khi làm lễ thành thân cho Từ Thiên Hoằng và Chu Ỷ xong, ông cùng Chu phu nhân, Mạnh Kiện Hùng, An Kiện Cương muốn tới Thiếu Lâm tự Phúc Kiến. Nam Thiếu Lâm và Bắc Thiếu Lâm vốn cùng một nhà, gia số võ công không khác biệt gì lắm. Chu Trọng Anh danh tiếng lừng lẫy võ lâm, quần tăng ở Nam Thiếu Lâm trước nay đã từng ngưỡng mộ. Hai bên ấn chứng trao đổi võ công tâm đầu ý hợp, Thiên Hồng đại sư thiết tha giữ khách, nên Chu Trọng Anh ở lại chùa suốt mấy tháng. Khi Trần Gia Lạc muốn biết về bí mật vì sao nghĩa phụ lại bị phạt thì anh được đưa tới Diệu Pháp điện vượt qua 5 ải thì mới được cho biết. Ông là ải cuối cùng khi dùng điển cố trong kinh Phật khuyên Trần Gia Lạc đổi ý nhưng anh cũng dùng điển cố trong kinh Phật để thể hiện quyết tâm, nhiệt huyết của mình muốn cứu lấy thiên hạ. Cuối cùng ông viên tịch khi bảo vệ tăng nhân Thiếu Lâm tự đang bị tấn công bởi quân Thanh và đám cháy lớn thiêu rụi toàn bộ thánh địa Phật môn.

### Thiên Kính đại sư
Thiên Kính (天鏡) là sư đệ của Thiên Hồng đại sư, thủ toạ Đạt Ma Viện. Ông thân hình cao nghệu, ngồi trên bồ đoàn mà so với người đứng chẳng khác bao nhiêu. Hai má ông hóp rất sâu, cả người hầu như không có thịt, nét mặt không tức giận mà vẫn oai nghiêm. Khi Trần Gia Lạc muốn biết về bí mật vì sao nghĩa phụ lại bị phạt thì anh được đưa tới Diệu Pháp điện vượt qua 5 ải thì mới được cho biết. Sau khi vượt qua 3 ải, tới ải thứ 4 ông là người giao đấu với Trần Gia Lạc. Chiêu đầu tiên ông dùng Trần Gia Lạc tránh không được, dẫn kình lực ra hướng khác cũng không được mà công nhiên đón đỡ thì hai tay và vai trái lại bị thương. Sau đó Trần Gia Lạc dùng võ công học được trên Bạch Ngọc Phong trong Mê Thành mới vượt qua ải của ông. Thiếu Lâm tự bị cháy rụi, sư huynh viên tịch, ông dẫn theo tăng nhân Thiếu Lâm tìm đến Bắc Kinh quyết định đại khai sát giới, diệt trừ hôn quân. Trần Gia Lạc yêu cầu 3 điều kiện trong đó phải xây lại Thiếu Lâm tự thì mới thả Phúc Khang An ra.

### Thượng toạ Đạt Ma Viện
- Nguyên Thống (元痛) là một thượng toạ của Đạt Ma Viện. Khi Văn Thái Lai truy đuổi Thành Hoàng và Thuỵ Đại Lâm thì tới bên ngoài Thiếu Lâm tự không thấy tung tích. Văn Thái Lai nhảy vào, ông là người đầu tiên giao đấu với Bôn Lôi Thủ. Vũ khí sử dụng là một cây phương tiện sạn.
- Nguyên Bi (元悲) là một thượng toạ của Đạt Ma Viện. Khi Văn Thái Lai truy đuổi Thành Hoàng và Thuỵ Đại Lâm thì tới bên ngoài Thiếu Lâm tự không thấy tung tích. Văn Thái Lai không muốn đánh nhau với tăng nhân Thiếu Lâm đang muốn rời đi thì ông là người thứ hai giao đấu với Bôn Lôi Thủ. Vũ khí sử dụng là một cây giới đao.
- Nguyên Thương (元伤) là một thượng toạ của Đạt Ma Viện. Khi Văn Thái Lai truy đuổi Thành Hoàng và Thuỵ Đại Lâm thì tới bên ngoài Thiếu Lâm tự không thấy tung tích. Văn Thái Lai tránh khỏi Nguyên Thống và Nguyên Bi chuẩn bị chạy vào rừng thì ông là người thứ ba giao đấu với Bôn Lôi Thủ. Vũ khí sử dụng là một cây thiền trượng.

### Các tăng nhân khác
- Đại Khổ (大苦) là giám tự của Thiếu Lâm tự. Khi Thành Hoàng và Thuỵ Đại Lâm chạy trốn khỏi Văn Thái Lai thì vào Thiếu Lâm tự nhưng bị ông đuổi ra ngoài phải trèo lên cây trốn. Lúc thấy Văn Thái Lai sắp thắng ba thượng toạ Đạt Ma Viện, Thuỵ Đại Lâm trên cành cây ngầm phóng tụ tiễn. May mà Đại Si là thủ tọa Tàng Kinh Các dùng Thiết bồ đề đánh rơi ám khí, rồi lại đánh hai tên kia rơi xuống. Khi Trần Gia Lạc muốn biết về bí mật vì sao nghĩa phụ lại bị phạt thì anh được đưa tới Diệu Pháp điện vượt qua 5 ải thì mới được cho biết. Ông là ải đầu tiên tỉ thí về quyền pháp bị Trần Gia Lạc dùng Bách Hoa Tá Quyền dễ dàng đánh bại.
- Đại Điên (大癲) là thủ toạ Giới Trì Viện. Khi Trần Gia Lạc muốn biết về bí mật vì sao nghĩa phụ lại bị phạt thì anh được đưa tới Diệu Pháp điện vượt qua 5 ải thì mới được cho biết. Ông là ải thứ hai sử dụng Phong Ma Trượng Pháp với cây thiền trượng vĩ đại đánh ép Trần Gia Lạc vào góc tường. Ông biết Trần Gia Lạc là bạn không phải địch nên khi ra chiêu cuối đã biến chiêu và giảm kình lực, không ngờ bị Trần Gia Lạc dùng bảo kiếm Hoắc Thanh Đồng tặng cho chém cây trượng thành hai rồi thành bốn. Sợ ông sẽ dùng tay không đánh với mình nên đã luồn ra phía sau tới ải tiếp theo
- Đại Si (大癡) là thủ toạ Tàng Kinh Các. Khi Trần Gia Lạc muốn biết về bí mật vì sao nghĩa phụ lại bị phạt thì anh được đưa tới Diệu Pháp điện vượt qua 5 ải thì mới được cho biết. Ông là ải thứ ba so tài về ám khí với các thể loại ám khí để trên bàn bày đồ cúng tế, ai làm tắt hết toàn bộ ngọn nến và cây nhang của đối phương sẽ thắng. Trần Gia Lạc sắp thua khi cả hai bên đều không còn nến nhưng Trần Gia Lạc còn ít nhang hơn so với Đại Si. Vì sự việc liên quan trọng đại nên khi Đại Si cho anh lấy ám khí trước, anh nghĩ ra kế "dùng tay áo lấy hết toàn bộ ám khí trên bàn" khiến Đại Si không còn ám khí mà giành chiến thắng.

## Nhân vật khác

### Trần Thế Quan
Trần Thế Quan (陳世倌) là cha của Trần Gia Lạc và cha ruột của Càn Long. Ông chỉ được nhắc đến tên trong cuốn tiểu thuyết khi ông đã mất trước khi các sự kiện trong cuốn tiểu thuyết diễn ra. Ông làm quan cả ba đời Khang Hy, Ung Chính và Càn Long, từng giữ chức Lễ Bộ Thượng Thư và Văn Uyên Các đại học sĩ nên còn được gọi là Trần Các Lão. Sau đó ông từ quan về quê ở Hải Ninh giữ một chức vụ ở quê hương mình.

### Từ Triều Sinh
Từ Triều Sinh (徐潮生) là vợ của Trần Thế Quan, mẹ của Trần Gia Lạc và mẹ ruột của Càn Long. Bà sinh ngày mười tám tháng tám, là ngày sóng triều lên lớn nhất nên mới có tên là Triều Sinh. Bà và Vu Van Đình trước đây là thanh mai trúc mã, khi gặp thiên tai Vu Vạn Đình mới rời đi kiếm sống và trở thành môn hộ của Thiếu Lâm Phúc Kiến. Phụ thân bà đem gả cho Trần Công, bà viết thư cho Vu Vạn Đình nói rõ thân  thế của Càn Long. Sau khi bà mất, Vu Van Đình ngã bệnh rồi không lâu sau cũng ra đi.

### Lạc Nguyên Thông
Lạc Nguyên Thông (駱元通) ngoại hiệu là Thần Đao (神刀), là cha của Lạc Băng và bằng hữu của Lục Phỉ Thanh. Ông chỉ được nhắc đến trong tiểu thuyết là một võ lâm cao thủ, chuyên cướp của người giàu giúp đỡ người nghèo nên Lạc Băng cũng rất rành trong việc trộm cướp. Ông chuyên dùng loan đao, đoản đao và phi đao làm vũ khí. Ông rất chiều cô con gái của mình, tính tình phóng khoáng của Lạc Băng cũng có phần được thừa hưởng từ ông.

### Bối Nhân Long
Bối Nhân Long (貝人龍) ngoại hiệu là Ngọc Phán Quan (玉判官), là một cao thủ trong số những thuộc hạ của tuần phủ Thiểm Tây, giỏi dùng song câu và có võ công cao cường. Y cùng La Tín được Tiêu Văn Kỳ nhờ giúp đỡ đến bắt Lục Phỉ Thanh nhưng cuối cùng dù dùng Ngô Câu Kiếm ra gạt trúng vẫn bị Lục Phỉ Thanh sử Bạch Long kiếm dùng chiêu Đại Suất Bi Thủ đến mười phần công lực dù bị trọng thương đâm vào ngực trổ ra sau lưng, ghim chặt xác hắn xuống đất.

### La Tín
La Tín (羅信) ngoại hiệu là Thiết Bối La Hán (鐵臂羅漢), là một cao thủ trong số những thuộc hạ của tuần phủ Thiểm Tây, giỏi Ngũ Hành quyền, vũ khí là một cây trường tiên (roi dài). Y cùng Bối Nhân Long được Tiêu Văn Kỳ nhờ giúp đỡ đến bắt Lục Phỉ Thanh nhưng cuối cùng lại bị điểm huyệt đến bủn rủn toàn thân rồi bị Lục Phỉ Thanh dùng làm tấm chắn ba mũi Tỳ Bà Đinh của Tiêu Văn Kỳ, trúng hai mũi vào ngực, một mũi vào bụng, chỉ la được một tiếng rồi mất mạng ngay.

### Ngôn Bá Càn
Ngôn Bá Càn (言伯乾) là chưởng môn phái Ngôn Gia quyền. Y cùng Trương Triệu Trọng, Hồ Quốc Đống, Đồng Triệu Hoà và đám bộ khoái, thị vệ đến Thiết Đảm trang bắt được Văn Thái Lai. Trên đường áp giải về kinh, y cùng Trương Triệu Trọng, Thuỵ Đại Lâm, Thành Hoàng, Chu Tổ Ấm và năm tên ngự tiền thị vệ trọ lại quán trọ nơi Dư Ngư Đồng cũng đang ở đó. Tối đó Dư Ngư Đồng tính cứu Văn Thái Lai thấy y đang hành hạ huynh đệ nên dùng đoản tiễn làm mù mắt trái của y. Dưỡng thương xong y lại dẫn theo một tên sư đệ là Bành Tam Xuân và hai tên đệ tử Đàm Thiên Thừa và Tống Thiên Bảo, nhập vào đội quân của Triệu Tuệ để ra sức lập công. Khi theo thuyền vận chuyển quân lương trên sông Hoàng Hà, y phát hiện ra Dư Ngư Đồng đang ở trên một con thuyền cùng Quan Đông tam ma. Y phối hợp cùng tam ma bắt Dư Ngư Đồng, muốn chọc mù một mắt để trả thù nhưng cuối cùng lại bị Lý Nguyên Chỉ đánh lạc hướng, để Dư Ngư Đồng chạy thoát.

### Vương Duy Dương
Vương Duy Dương (王維揚) ngoại hiệu là Uy Chấn Hà Sóc (威震河朔), là tổng tiêu đầu của Trấn Viễn tiêu cục lừng danh, sừng sững tại phương Bắc hơn 30 năm không sụp đổ. Lão dựa vào một cây Bát Quái Đao, một cặp Bát Quái Chưởng mà tung hoàng khắp vùng Hà Sóc chưa có địch thủ, có hai người con trai cũng theo cha mình học Bát Quái Môn. Trong lần nhận việc vận chuyển bảo vật do Càn Long ban thưởng cho Trần các lão ở Giang Nam, lão bị anh hùng Hồng Hoa hội giả làm ngự lâm quân bắt giữ. Từ Thiên Hoằng hiến kế để Vương Duy Dương giao đấu với Trương Triệu Trọng, làm tiêu hao khí lực của hắn trước khi Trần Gia Lạc giao đấu với hắn. Lão so tài với Trương Triệu Trọng có thể coi là bất phân thắng bại. Đến thời khắc mấu chốt, lão tưởng phi 3 mũi kim tiêu đã giết chết Trương Triệu Trọng, sợ tội giết quan tạo phản nên đến xem thử thì bị trúng Phù Dung kim châm. Lão không phục nên chửi mắng Trương Triệu Trọng, sẽ nói cho võ lâm đồng đạo biết hành vi đê tiện của y nên lão bị điểm huyệt không nói chuyện được, Trương Triệu Trọng còn có ý chôn sống để giết người diệt khẩu nhưng anh hùng Hồng Hoa hội và Hàn Văn Xung xuất hiện kịp thời. Lão nghỉ ngơi tại nhà họ Mã bởi Hồng Hoa hội sợ lão tiết lộ bí mật việc cứu Văn Thái Lai, sau khi cứu Văn Thái Lai thành công, lão chỉ được nhắc đến bởi Dư Ngư Đồng khi Đằng Nhất Lôi muốn điều tra hung thủ giết Tiêu Văn Kỳ và huynh đệ họ Diêm.

### Đường Lục Gia
Đường Lục Gia (唐六爺) ngoại hiệu là Đường Lý Phê Sương (糖裡砒霜), là một tên ác bá ở trấn Văn Quang. Sau khi Thiết Đảm trang bị cháy thiêu rụi, Chu Ỷ bị loạn quân làm lạc mất mọi người thì vô tình nhìn thấy Từ Thiên Hoằng bị thương cũng đang trốn lính Thanh. Hai người không dám ra đường lớn nên men theo đường mòn hoang vắng đến ở nhờ nhà một bà lão nghèo. Bà kể con trai bà vào thị trấn bán củi bị chó cắn, giận dữ lấy đòn gánh phang chết con chó, không may đó là chó nhà giàu. Con trai bà bị tên nhà giàu đó kêu gia đinh đánh cho một trận, về nhà vừa đau vừa tức, chẳng bao lâu thì qua đời. Cô con dâu còn trẻ tuổi, nhất thời suy nghĩ nông cạn, giữa đêm thắt cổ chết theo chồng, để lại một mình bà lão cô đơn. Tên sát nhân đó chính là Đường Lục Gia. Khi Chu Ỷ tìm đại phu Tào Tư Bằng về cứu Từ Thiên Hoằng thì thấy Đường Lục Gia đang muốn Tào Tư Bằng đưa thuốc mê để giúp mình có được cô nương chính là Lý Nguyên Chỉ nữ cải nam trang đang cùng Dư Ngư Đồng bị thương trú nhờ tại nhà mình. Cuối cùng y bị Chu Ỷ giết tại nhà của kỹ nữ Tiểu Mai Khôi vì đã làm nhiều điều xấu xa.

### Đồng Triệu Hoà
Đồng Triệu Hoà (童兆和) là một tiêu đầu của Trấn Viễn tiêu cục. Y ban đầu cùng Tiền Chính Luân, Đới Vĩnh Minh, hai huynh đệ họ Diêm và các tiêu sư khác của Trấn Viễn tiêu cục vận chuyển bộ kinh Koran và cặp ngọc lục bình về Bắc Kinh thì bị cướp mất bộ kinh Koran và hai huynh đệ họ Diêm bị người Hồi giết chết. Sau đó y cùng Trương Triệu Trọng và đám ngự tiền thị vệ đi truy bắt Bôn Lôi Thủ Văn Thái Lai. Y ba lần đi thám thính Thiết Đảm trang rồi quay lại dẫn người tới bắt Văn Thái Lai dẫn đến Chu Anh Kiệt trúng Thiết Đảm mà chết, lại còn dùng lửa thiêu rụi cả Thiết Đảm trang. Sau đó Chu phu nhân định giết Đồng Triệu Hoà khi y đang ở cùng mấy tiêu sư của Trấn Viễn tiêu cục nhưng bất thành, bị bắt trói lại. Chúng định dùng bà để uy hiếp Chu Trọng Anh lại gặp Từ Thiên Hoằng và Chu Ỷ đang trên đường hội họp với Hồng Hoa hội, nửa đêm khi gọi tiểu nhị lấy rượu thì tiểu nhị bị lừa đi chỗ khác. Chúng bị trúng thuốc mê của Tào Tư Bằng do Từ Thiên Hoằng bỏ vào, Đồng Triệu Hoà bị Chu Ỷ cho một đao kết liễu nhẹ nhàng.

### Vạn Khánh Lan
Vạn Khánh Lan (万庆澜) là Tổng giáo đầu của Trịnh vương phủ. Y đã khổ công tập luyện đôi thiết xuyên hơn hai mươi năm trời, dựa vào bản lãnh chân thật của mình mà liên tiếp đánh bại rất nhiều cao thủ ở Bắc Kinh, giành được chức Tổng giáo đầu trong Trịnh vương phủ. Trịnh Thân Vương muốn nâng đỡ hắn, bèn cho hắn đi theo Trương Triệu Trọng kiếm chút ít công lao, rồi đề cử làm quan. Y cùng Trương Triệu Trọng đến Thiết Đảm trang bắt Văn Thái Lai, sau khi bắt được thì tìm thấy bức thư Lục Phỉ Thanh viết nhờ Chu Trọng Anh chiếu cố nhóm Văn Thái Lai. Y cùng Đồng Triệu Hoà đến Thiết Đảm trang tống tiền lại gặp Hồng Hoa hội đến cứu người rồi xúi bẩy để Hồng Hoa hội và Thiết Đảm trang đánh nhau nhưng cuối cùng lại bị bắt trói lại và chết trong đám cháy gây ra bởi Đồng Triệu Hoà.

### Hàn Văn Xung
Hàn Văn Xung (韓文沖) ngoại hiệu là Thiết Tỳ Bà Thủ (铁琵琶手), là một tiêu đầu của Trấn Viễn tiêu cục. Y và Tiêu Văn Kỳ là hảo huynh đệ khi Tiêu Văn Kỳ còn là môn hộ Thiết Tỳ Bà của Hàn gia. Năm xưa tiên thẩm nương của y là Hàn Ngũ Nương sáng lập ra Thiết Tỳ Bà Môn danh chấn giang hồ, có thể gọi là nữ trung hào kiệt. Y sở hữu một con thần mã màu trắng, khi đang tìm kiếm người của Hồng Hoa hội để trả thù cho Tiêu Văn Kỳ do hiểu lầm thì nhận được bức thư của Vương Duy Dương gọi về để vận chuyển báu vật đến Trần gia ở Hải Ninh. Trên đường trở về, khi đang nghỉ ngơi dọc đường thì bị Lạc Băng cướp mất con ngựa. Sau đó y bị Hồng Hoa hội bắt cùng một vài người trong Trấn Viễn tiêu cục. Y bị bắt cùng Thạch Song Anh đi đưa chiến thư của Vương Duy Dương cho Trương Triệu Trọng, Từ Thiên Hoằng nói dối là cho uống rượu độc để tránh y nói năng lung tung.

### Triệu Huệ
Triệu Huệ (兆惠) là một tướng lĩnh triều Càn Long nhà Thanh, giữ chức Định Biên tướng quân, nhận nhiệm vụ bình định Hồi tộc. Y sai sứ giả cùng với Hốt Luân tứ hổ đi theo bảo vệ đem chiến thư đến đưa cho người Hồi. Trần Gia Lạc cùng đi với Hương Hương công chúa đem chiến thư trả lời cho Triệu Tuệ thì Trương Triệu Trọng cũng đang ở đó muốn bắt hai người về giao nộp cho Càn Long nhưng lại bị Hốt Luân tứ hổ cản lại. Khi biết hoàng thượng đang cần bắt hai người đó, y xuất binh bao vây hai người nhưng bị Hoắc Thanh Đồng chỉ huy người Hồi đánh cho thảm bại, toàn quân tan vỡ phải bỏ chạy trối chết. Nhưng sau đó khi được tăng thêm viện binh, y quay lại tấn công Hồi tộc khi Hoắc Thanh Đồng bị bệnh không thể chỉ huy nên Mộc Trác Luân và Hoắc A Y hi sinh trên chiến trường còn Hương Hương công chúa bị bắt về dâng cho Càn Long.

### Phương Hữu Đức
Phương Hữu Đức (方有德) vốn là tri phủ Thiệu Hưng tỉnh Triết Giang. Khi Từ Thiên Hoằng mười hai tuổi, y thấy tỉ tỉ anh vừa mắt, muốn lấy làm vợ bé. Nhưng tỉ tỉ anh đã đính ước với người khác từ lâu rồi, đương nhiên cha anh không đồng ý. Hắn lập tức buộc tội cha anh cấu kết với thổ phỉ, nhốt cha mẹ và ca ca anh. Rồi hắn sai người đi tìm tỉ tỉ anh, nói là chỉ cần tỉ tỉ gật đầu là tha cho người thân của anh lập tức. Tỉ phu tương lai của anh biết chuyện, liền đi hành thích tri phủ. Sự việc bại lộ, tỉ phu bị bọn bổ khoái đánh chết, tỉ tỉ hay tin liền nhảy xuống sông tự tử. Thế là cha mẹ và ca ca anh không còn đường sống nữa, cả nhà bị quan phủ hại chết, chỉ một mình anh chạy thoát. Về sau y lập công được thăng làm liên đạo, rồi mấy năm sau được bổ về Phúc Kiến để làm chức phiên đài. Y nhận lệnh của Càn Long cùng Bạch Chấn đem quân tấn công Thiếu Lâm tự vì biết Vu Vạn Đình xưa là đệ tử ở đây, Càn Long nghi ngờ vẫn còn bằng chứng mình là người Hán khiến nơi thánh địa cửa Phật bốc cháy lớn và trụ trì Thiên Hồng đại sư viên tịch. Xong việc chính hắn bắt cóc con trai của hai người để uy hiếp Hồng Hoa hội.

### Ngọc Như Ý
Ngọc Như Ý (玉如意) là một kỹ nữ ở Hàng Châu. Khi Càn Long đến đây, cô là người tiếp đón Càn Long trong cuộc gặp gỡ của y với Trần Gia Lạc tại Tây Hồ. Sau đó cô quyến rũ Càn Long và dụ về nhà của mình. Anh hùng Hồng Hoa hội đào hầm tới bên dưới căn phòng của cô rồi nhân lúc Bạch Chấn và đám thị vệ đứng canh gác bên ngoài không biết gì đã bắt cóc Càn Long đưa đến Lục Hoà tháp. Tại đây Trần Gia Lạc nói rõ thân thế của Càn Long và muốn y phối hợp với anh hùng Hồng Hoa hội để phản Mãn phục Hán. Càn Long lúc đó sợ hãi thề thốt, cuối cùng lại nuốt lời, phản bội lời thề.

### Tăng Đồ Nam
Tăng Đồ Nam (曾图南) là tham tướng dưới quyền của Lý Khả Tú. Tuổi khoảng bốn mươi, râu ngắn bó hàm, tinh thần phong độ, thân thể khôi vĩ. Y giỏi về Lục Hợp Thương, chỉ dựa vào bản lãnh chân chính mà thăng chức, rất được Lý Khả Tú tín nhiệm. Là người nhận nhiệm vụ cùng 20 tên thân binh hộ tống Lý phu nhân và Lý Nguyên Chỉ theo sau Lý Khả Tú tới Triết Giang.

### Viên Mai
Viên Mai (袁枚) hiệu là Giản Trai (简斋), là danh sĩ Hàng Châu. Ông cùng với Kỷ Hiểu Lam thường được gọi là Nam Viên Bắc Kỷ (南袁北紀). Ông là giám khảo chính của cuộc thi hoa quốc trạng nguyên tổ chức cho các danh kỹ Giang Nam gồm Ngọc Như Ý, Ngô Thuyền Quyên, Biện Văn Liên và Lý Song Đình. Cuối cùng nhờ 3 món quà của Càn Long mà Ngọc Như Ý giành chiến thắng.

### Lại Ngạc
Lại Ngạc (厲鶚) hiệu là Phàn Tạ (樊榭) nên còn được gọi là Phàn Tạ tiên sinh (樊榭先生), là danh sĩ Hàng Châu cùng với Viên Mai là giám khảo cuộc thi hoa quốc trạng nguyên tổ chức cho các danh kỹ Giang Nam. Sau khi mở giấy gói quà, Viên Mai nói với ông rằng người tặng quà cũng là người phong nhã, không biết tặng những loại tinh phẩm gì?

### Triệu Dực
Triệu Dực (趙翼) hiệu là Âu Bắc (甌北), là danh sĩ Hàng Châu cùng với Viên Mai là giám khảo cuộc thi hoa quốc trạng nguyên tổ chức cho các danh kỹ Giang Nam. Ông là người vội vàng mở món quà thứ hai ra sau khi thấy được món quà thứ nhất là bài thơ Vô Đề của Lý Nghĩa Sơn do Chúc Doãn Minh viết.

### Thẩm Đức Tiềm
Thẩm Đức Tiềm (沈德潛) hiệu là Quy Ngu (归愚), là danh sĩ Tô Châu giữa đời Càn Long, cùng đậu tiến sĩ với Viên Mai vào năm Càn Long thứ tư, nhưng một người đậu hồi trẻ, một người đậu lúc già. Năm đó Viên Mai mới hai mươi bốn tuổi, còn Thẩm Đức Tiềm đã hơn sáu mươi rồi, nên người ta gọi họ Thẩm là Giang Nam Lão Danh Sĩ (江南老名士). Khi được hỏi người tặng thư họa này lai lịch như thế nào thì ông cùng Tưởng Sĩ Toàn đều trầm ngâm, không nói tiếng nào.

### Tưởng Sĩ Toàn
Tưởng Sĩ Toàn (蒋士铨) tự là Tâm Dư (心余), là danh sĩ Duyên Sơn, rất giỏi ca từ. Y cùng với Viên Mai, Triệu Dực được gọi chung là Giang Tả Tam Đại Gia (江左三大家). Khi được Viên Mai hỏi người tặng thư họa này lai lịch như thế nào thì y cùng Thẩm Đức Tiềm đều trầm ngâm, không nói tiếng nào.

### Thượng Quan Nghị Sơn
Thượng Quan Nghị Sơn (上官毅山) là long đầu đại ca của Long Môn bang. Khi nhóm Trần Gia Lạc trên đường đến Hồi Cương, Lý Nguyên Chỉ lén lút bám theo Dư Ngư Đồng. Vì muốn tránh mặt nên Dư Ngư Đồng muốn đi thuyền đến Đồng Quan rồi hội họp với mọi người nhưng lại gặp Quan Đông Tam Ma và Ngôn Bá Càn. Nhóm Trần Gia Lạc đến Đồng Quan, đợi mấy ngày vẫn không thấy tung tích Dư Ngư Đồng, lo chàng trên đường gặp chuyện. Biết Long Môn bang là bang hội chiếm lĩnh vùng sông nước ở Đồng Quan nên Từ Thiên Hoằng tới hỏi tin tức về Dư Ngư Đồng. Thượng Quan Nghị Sơn lập tức phái người đi tìm Dư Ngư Đồng, góp công lớn trong việc thu thập tin tức về Kim Địch Tú Tài.

### Hốt Luân Tứ Hổ
Hốt Luân Tứ Hổ (忽倫四虎) là bốn anh em sinh tư họ Hốt Luân, tên là Đại Hổ, Nhị Hổ, Tam Hổ và Tứ Hổ, là người Ninh Cổ Tháp ở Liêu Đông. Khi mẫu thân bốn người hạ sinh bốn đứa con khổng lồ này, bà cực nhọc quá độ, gắng gượng chống chọi đến khi sinh đứa thứ tư là Hốt Luân Tứ Hổ mới chết vì mất máu quá nhiều. Phụ thân là một người thợ săn nghèo khó, khi vợ chết thì không biết lấy đâu ra sữa để nuôi bốn đứa con. Ông đang phiền não thì nghe thấy trong rừng có tiếng hổ gầm, thì ra một con hổ cái đã mắc vào bẫy thú. Ông và bạn bè ra bắt con hổ cái, thấy bên cạnh còn có ba con hổ nhỏ mới sinh ra, bèn nảy ra ý định giết hổ con, nuôi hổ mẹ, mỗi ngày săn mấy con thú để lấy sữa hổ nuôi bốn đứa con của mình. Vì thế bốn huynh đệ này từ nhỏ đã có sức lực như hùm; khi lớn lên thì có thân hình to lớn, thần lực kinh người, chỉ có điều hơi đần độn. Khi đi săn bốn người không cần dùng khí giới, hễ nhìn thấy dã thú là túm lấy cổ đập vào núi đá, thú nào cũng chết ngay. Bốn người này ăn không biết no, săn bắn bao nhiêu cũng không thỏa mãn cái bụng được. Một hôm Triệu Huệ đi săn ở núi Trường Bạch thấy bốn người tướng mạo khác thường bèn nhận về làm thân binh, ngày nào cũng cho ăn uống thoả thích.
Lần này hắn bảo họ đến đây cùng với sứ giả Hoa Nhĩ Đạt đưa tối hậu thư cho Mộc Trác Luân rằng một là phải đầu hàng ngay lập tức, hai là ngay hôm sau sẽ quyết chiến, cốt ý là biểu diễn oai phong cho người Hồi khiếp sợ. Nghe lời thư phách lối của Triệu Huệ và sự ngạo mạn của sứ giả nên định đuổi sứ giả về nhưng hắn đòi một là trả lời xem chiến hay hàng hai là chọn một người của Hồi tộc tới gặp Triệu Huệ và hắn đã chọn Hương Hương công chúa. Hắn còn sai Hốt Luân Tứ Hổ ra thi triển thần uy. Đại Hổ hai tay ôm lấy cây bạch dương đang cột một con lạc đà, vận sức lắc mạnh mấy cái rồi quát lên một tiếng, cây bạch dương liền lập tức bị nhổ bật rễ lên, rồi quăng xuống đất. Mọi người thấy thần lực của hắn như vậy, ai cũng hoảng sợ.
Hắn lại giật một cái, bứt đứt sợi dây cương của con lạc đà rồi đá vào mông nó một phát. Con lạc đà bị đau phóng thẳng tới phía trước. Bình thường thì lạc đà đi chậm rãi, nhưng khi cần nó còn chạy nhanh hơn ngựa nữa. Đợi con lạc đà chạy khoảng mười trượng, Nhị Hổ mới xông lên. Thân thể hắn to lớn nhưng bước chân lại cực kỳ nhanh chóng, chỉ chớp mắt đã đuổi kịp con lạc đà, túm lấy bốn chân rồi xốc ngược lên. Con lạc đà nặng mấy trăm cân mà hắn vác trên vai, sải bước quay về, rồi ngạo mạn đặt kế bên đống lửa. Tam Hổ “hừ” một tiếng, đưa bàn tay vĩ đại ra đánh một quyền vào giữa đầu con lạc đà. Nó đứng không vững, lắc lư mấy cái rồi ngã lăn ra đất. Tứ Hổ nắm lấy một chân con lạc đà nhấc bổng qua đầu, quay trên không hai ba vòng, hô vang một tiếng rồi quẳng nó ra xa sáu bảy trượng.
Nhưng khi đấu với Trần Gia Lạc, Đại Hổ dùng hết sức đánh một quyền nhưng cảm tưởng như đánh vào không khí trong khi Tổng đà chủ không cần dùng sức cũng khiến Đại Hổ hộc máu vì mất hai cái răng cửa. Sau đó cả 4 anh em lao tới Trần Gia Lạc đuổi bắt chàng một hồi, dùng cả chiến thuật hay dùng để săn thú dữ là Đại Hổ bay tới địch còn ba người đứng phía sau để cản đường lui cũng không làm gì được Trần Gia Lạc. Khi Trần Gia Lạc phản đòn, Đại Hổ bị ném về phía cái hố sâu ngập đến ngang hông do cây bạch dương để lại, hai chân đá loạn xạ lên trời, giãy giụa thế nào cũng không thoát ra khỏi cái hố cát. Tứ Hổ xông tới tung cước về phía Trần Gia Lạc thì bị anh thuận thế ném về phia cái xác con lạc đà như y đã từng làm với con lạc đà trước đó.
Nhị Hổ và Tam Hổ cùng xông tới, Trần Gia Lạc đợi cả hai tới gần thì nhảy tránh khiến đầu của Nhị Hổ đánh vào bụng của Tam Hổ còn song quyền của Tam Hổ đánh vào lưng của Nhị Hổ. Trần Gia Lạc không đợi chúng định thần. Chàng vội tung người tới, nhân lúc chúng đang hoa mắt chóng mặt mà nắm lấy hai cái bím tóc thắt thành một cái nút. Tuy thua và bị trêu ghẹo nhưng do cả bốn người ngây thơ, chất phác nên không tức giận mà tỏ vẻ ngưỡng mộ võ công của Trần Gia Lạc, định dùng bốn con ngựa đền lại cho Hồi tộc con lạc đà bị đánh chết. Sau đó khi Trần Gia Lạc và Hương Hương công chúa tới gặp Triệu Huệ thì đụng độ Trương Triệu Trọng, bốn người nghĩ rằng lúc mình đi đưa thư họ đối xử lịch sự. Tại sao họ đưa thư đến, chúng ta lại vô lý thế này? Cả bốn người xông tới đè lên người Trương Triệu Trọng để hai người có cơ hội chạy thoát. Tuy bị Thanh binh đuổi theo nhưng may mắn gặp các anh hùng Hồng Hoa hội nên cả hai an toàn trở về Hồi tộc. Trong trận đánh giữa Triệu Huệ và Hồi tộc, cả bốn người bị bắt và đã được Trần Gia Lạc thuyết phục trở về Liêu Đông.